# Alpi italiane

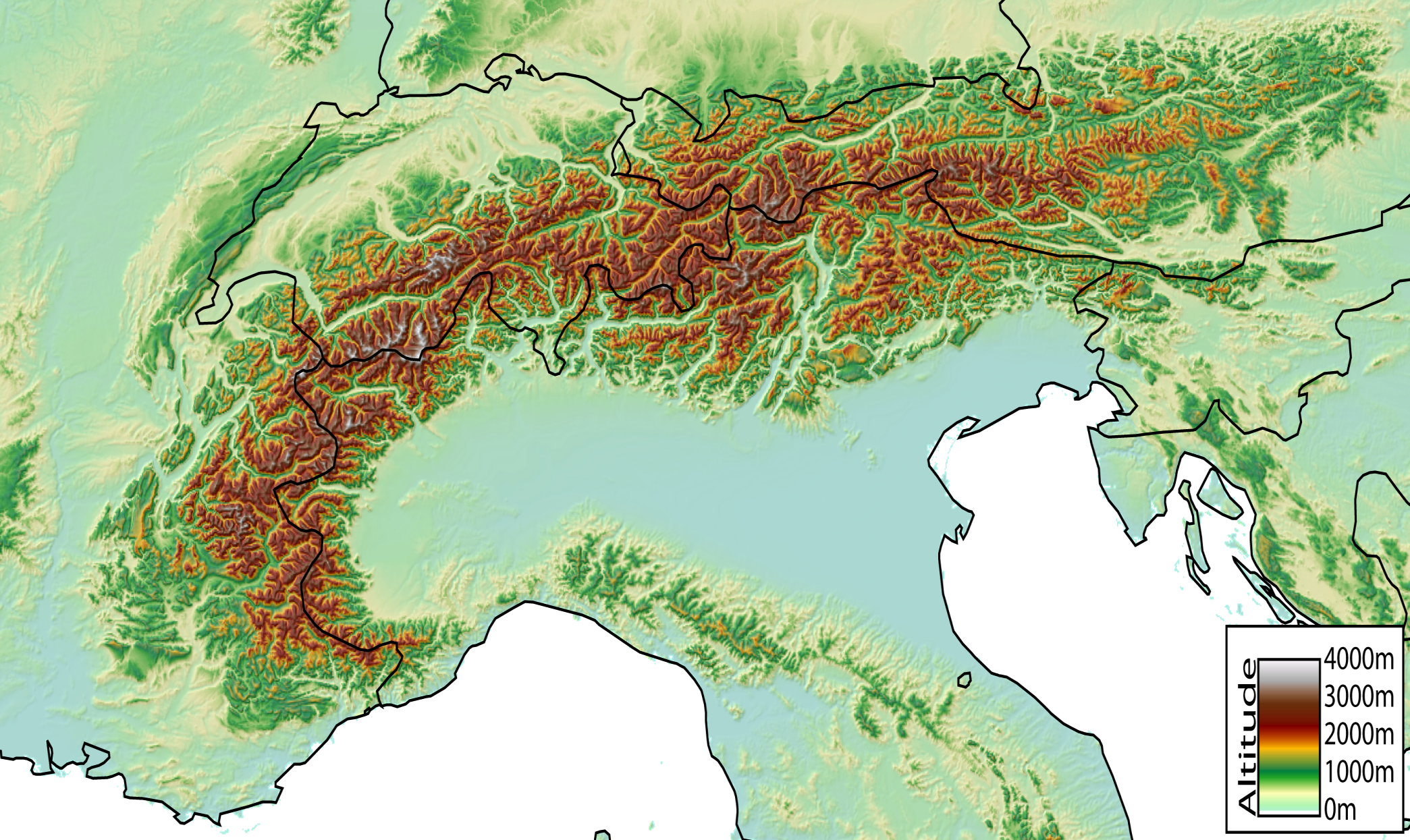
Carta delle Alpi con i confini nazionali

Le Alpi italiane sono la parte della catena montuosa alpina che si estende nel territorio italiano, su una lunghezza di circa 1200 km e una superficie di quasi 51941 km², pari al 27,3% della superficie totale delle Alpi, comprendendo circa una ventina di sezioni, raggruppate tradizionalmente in tre grandi settori: Alpi occidentali, centrali e orientali.
Caratterizzano il territorio di sette regioni dell'Italia settentrionale: Liguria, Piemonte, Valle d'Aosta, Lombardia, Trentino-Alto Adige, Veneto, Friuli-Venezia Giulia, incidendo profondamente sul modo di vivere, sulle tradizioni, sull'economia. Valle d'Aosta e Trentino-Alto Adige, in particolare, hanno il loro territorio completamente compreso nell'area alpina. Formano un grande arco con concavità a sud, che racchiude la Pianura Padana e segna per lunghi tratti il confine tra Italia e Francia, Svizzera, Austria e Slovenia; costituisce da sempre, in tal modo, il tramite tra le culture mediterranee e quelle dell'Europa centrale, fungendo nei secoli a volte da barriera, altre volte da luogo d'incontro.

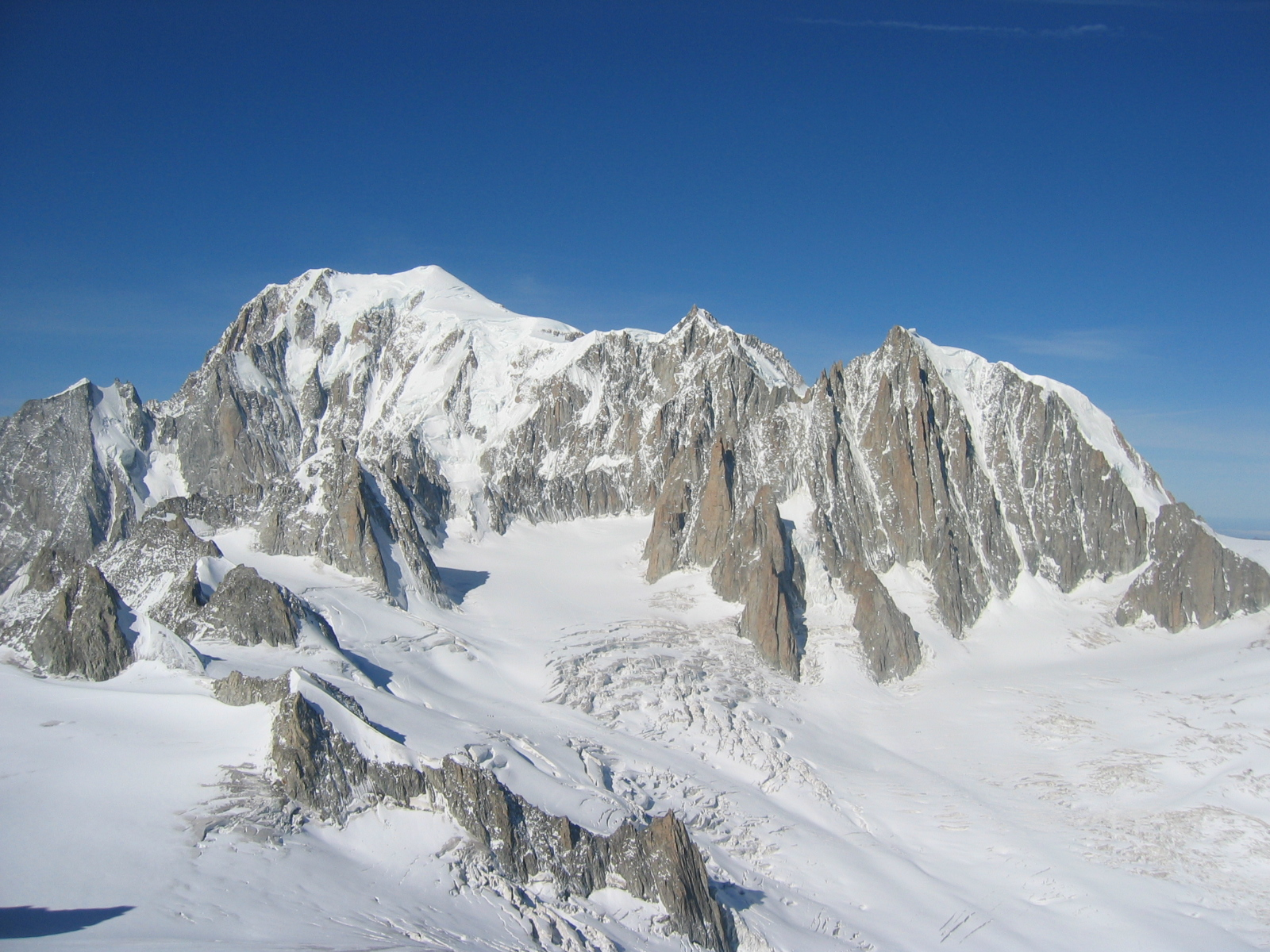
Monte Bianco

## Descrizione

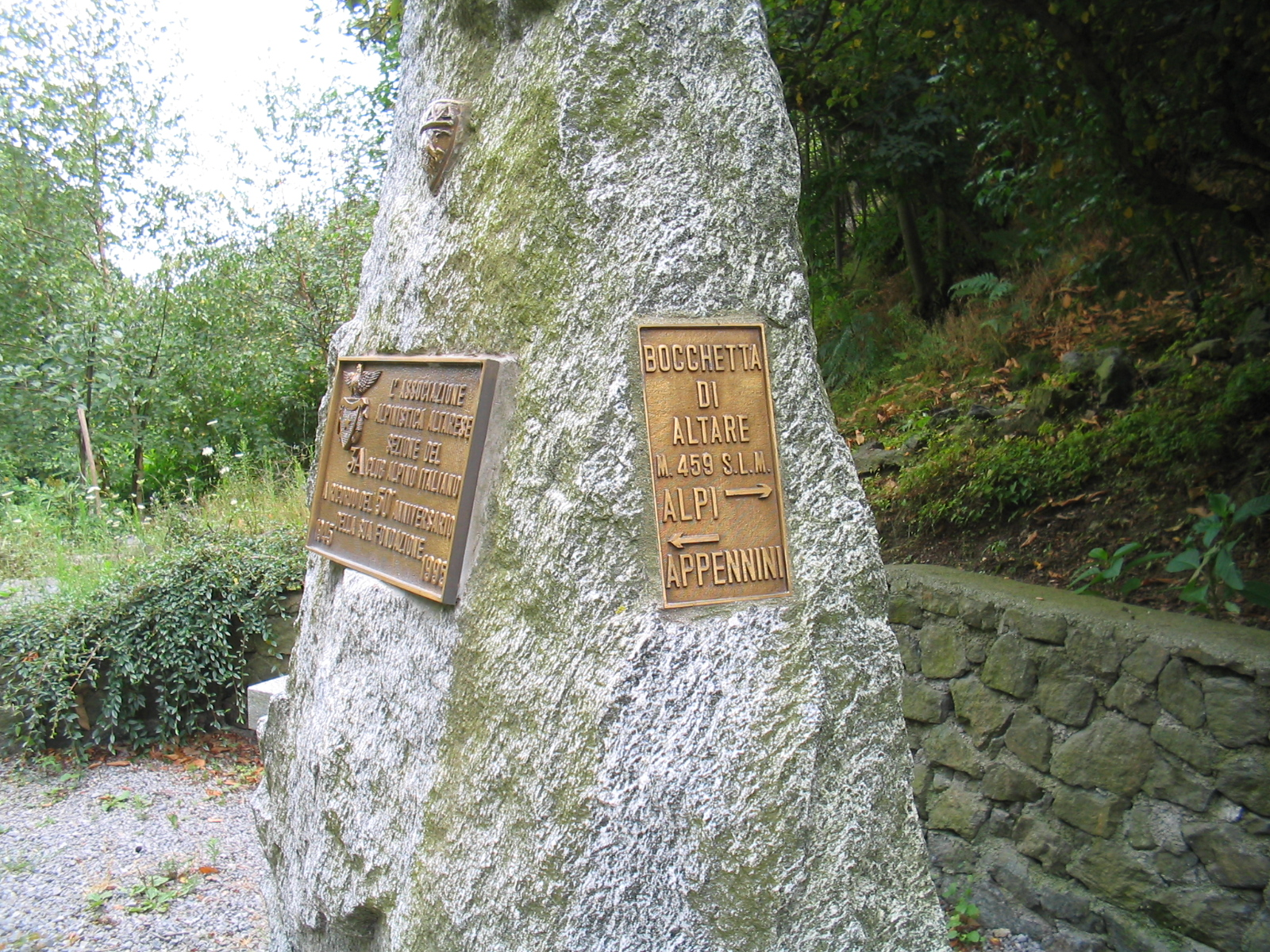
Colle di Cadibona o Bocchetta di altare, inizio delle Alpi italiane ad ovest

La Bocchetta di Altare o Colle di Cadibona segna convenzionalmente il punto di unione tra la catena alpina e la catena appenninica, mentre il Passo di Vrata (879 m), in territorio croato, è il punto in cui la tradizione indica la congiunzione con le Alpi Dinariche. In questo modo la città di Savona segna l'inizio delle Alpi italiane, mentre la città di Fiume ne segna la fine.
La vetta più alta delle Alpi italiane, confinante con la Francia, è il Monte Bianco (4.810 m); è nel settore delle Alpi Graie, nelle Alpi occidentali. Il Monte Bianco, con i suoi 4.810 m d'altezza, è anche la montagna più alta di tutte le Alpi e d'Europa. Delle ventitré vette alpine che superano i 3.500 metri di altitudine, dodici sorgono nelle Alpi italiane, a volte interamente in territorio nazionale, a volte sulla linea di confine:
- Monte Bianco (4.809 m)
- Monte Rosa (4.634 m)
- Cervino (4.478 m);
- Gran Paradiso (4.061 m);
- Punta Perrucchetti (vetta secondaria del Bernina) (4.020 m);
- Ortles (3.905 m);

- Monviso (3.842 m);
- Aiguille de la Grande Sassière (3.751 m);
- Palla Bianca (3.738 m);
- Monte Emilius (3.559 m);
- Presanella (3.558 m);
- Adamello (3.554 m).

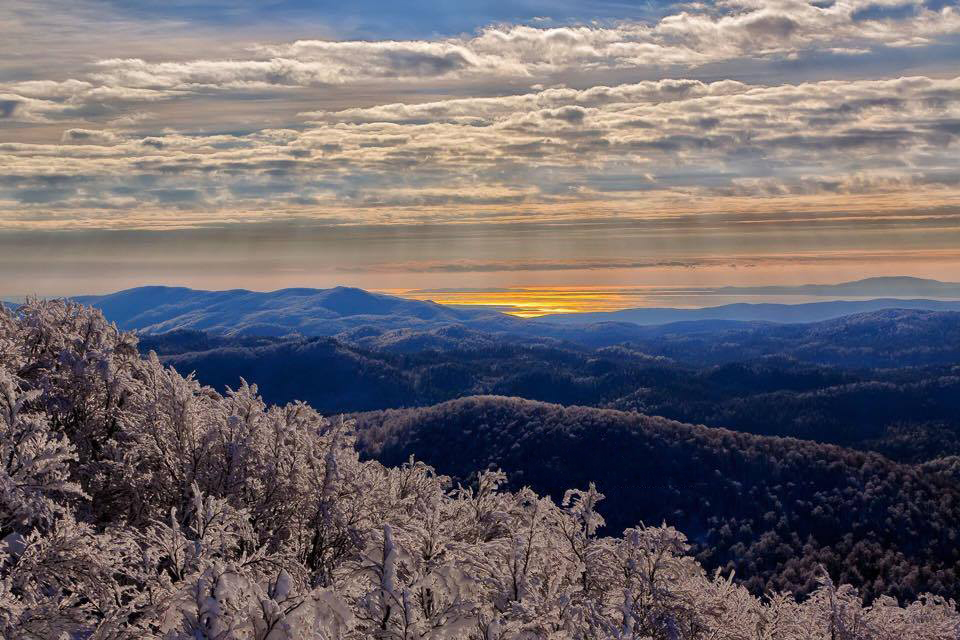
Passo di Vrata, collegamento ad est con le Alpi Dinariche

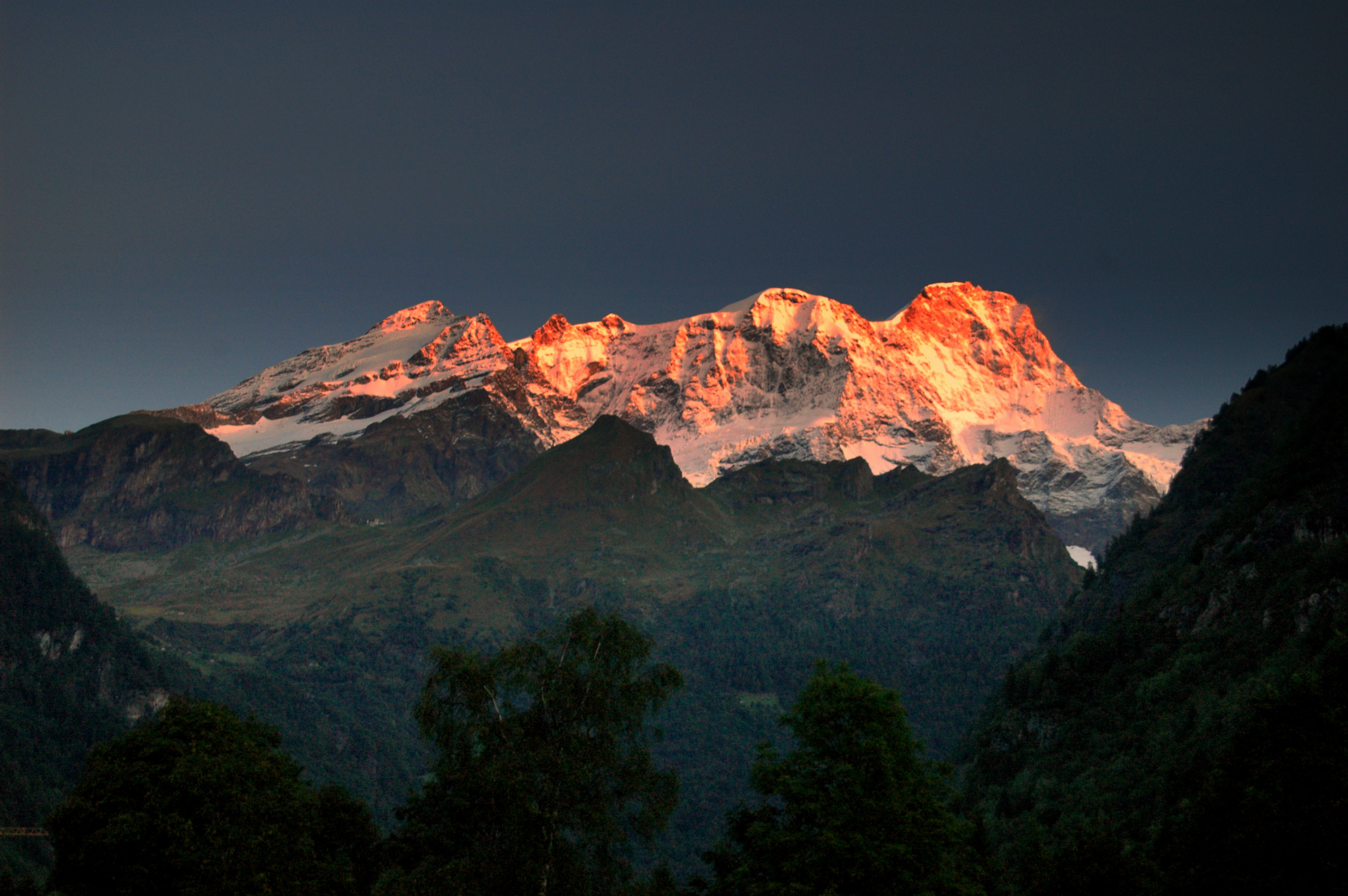
Monte Rosa

Lo spartiacque alpino costituisce quasi ovunque il confine di stato italiano, come risulta dall'elenco seguente.
- Il confine tra l'Italia e la Francia coincide grossomodo con lo spartiacque tra il bacino del Po e quello del Rodano.
- Il confine tra l'Italia e la Svizzera coincide grossomodo con lo spartiacque tra il bacino del Po e quello del Rodano a ovest, tra quello del Po e quello del Reno a est. Lo spartiacque si trova in parte su territorio svizzero: il Ticino, il Mera, il Poschiavino e il Rio Ram, che hanno le loro sorgenti in Svizzera, corrono verso sud e appartengono al bacino del Po. Due tratti dello spartiacque sono invece completamente italiani: il Reno di Lei, con sorgenti in Italia, appartiene al bacino del Reno, e il fiume Spöl, che forma la valle di Livigno, fa parte del bacino del Danubio.
- Il confine tra l'Italia e l'Austria coincide grossomodo con lo spartiacque tra il bacino del Po e quello del Danubio.

Nel settore delle Alpi orientali, invece, lo spartiacque è invece interamente compreso nel territorio della Slovenia; esso divide i fiumi tributari del mare Adriatico da quelli tributari della Sava, a sua volta affluente del Danubio.
Le rocce di cui sono costituite le Alpi Italiane sono per lo più di due qualità: granitiche-cristalline (ad esempio il Monte Bianco ed il Monte Rosa) e calcaree (ad esempio le Dolomiti e le Prealpi).

## Criteri di suddivisione
Esistono vari criteri di suddivisione delle Alpi italiane, adottati a seconda del contesto e dello scopo.

### Partizione delle Alpi

Le sezioni delle Alpi secondo la Partizione del Comitato Geografico Nazionale

Nel 1924 il Comitato Geografico Nazionale, in occasione del IX Congresso Geografico Italiano, ha pubblicato il documento "Nomi e limiti delle grandi parti del Sistema Alpino"; il documento è conosciuto con il nome di Partizione delle Alpi, ed è stato ufficializzato nel 1926. È tuttora utilizzata in numerosissimi testi didattici e studi, a volte con alcuni aggiornamenti. Nel documento si prende in considerazione tutta la catena alpina, e non solo la parte ricadente in Italia.
Per quanto riguarda le Alpi italiane, la partizione del 1926 ne considera limiti estremi il Colle di Cadibona a ovest e il Passo di Vrata ad est; suddivide inoltre la catena nelle seguenti "grandi parti", "sezioni" e "gruppi":
- Alpi Occidentali
  - Alpi Marittime (sezione 1)
    - Alpi Liguri (gruppo 1a)

  - Alpi Cozie (sezione 2)
  - Alpi Graie (sezione 3)
- Alpi Centrali
  - Alpi Pennine (sezione 9)
  - Alpi Lepontine (sezione 10)
  - Alpi Retiche (sezione 11)
- Alpi Orientali
  - Alpi Noriche (sezione 17)
  - Dolomiti (sezione 18)
  - Alpi Carniche (sezione 19)
  - Alpi Giulie (sezione 20)

- Prealpi Lombarde (sezione 16)
  - Prealpi Luganesi (gruppo 16a)
  - Alpi Orobie (gruppo 16b)
  - Prealpi Bergamasche (gruppo 16c)
  - Prealpi Bresciane (gruppo 16d)
  - Prealpi Giudicarie (gruppo 16e)
  - Gruppo del Monte Baldo (gruppo 16f)
- Prealpi Trivenete (sezione 21)
  - Monti Lessini (gruppo 21a)
  - Altopiano di Asiago (gruppo 21b)
  - Monte Grappa (gruppo 21c)
  - Prealpi Bellunesi (gruppo 21d)
  - Prealpi Carniche (gruppo 21e)
  - Prealpi Giulie (gruppo 21f)
- Carso (sezione 22)

### Suddivisione didattica tradizionale

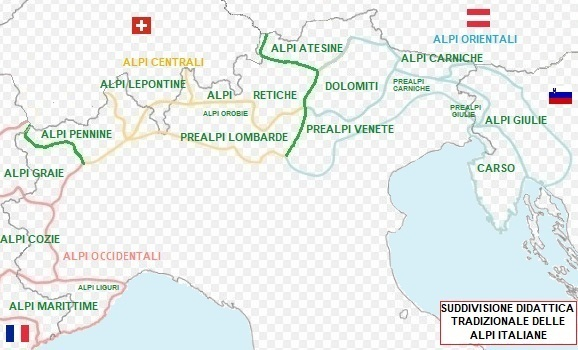
Le sezioni delle Alpi italiane secondo la tradizione didattica

In ambito didattico è molto diffusa una suddivisione delle Alpi italiane che ha molte corrispondenze in quella della Partizione delle Alpi, ma anche qualche differenza non sostanziale, motivata da esigenze didattiche.
Tra i punti ripresi dalla Partizione delle Alpi ci sono:
- i limiti del sistema alpino (Colle di Cadibona e Passo di Vrata);
- la tripartizione in tre "grandi parti" (Alpi Occidentali, Alpi Centrali, Alpi Orientali);
- i nomi di quasi tutte le sezioni;
- la delimitazione di ogni sezione della catena principale in base a due valichi che la separano dalle sezioni adiacenti; similmente avviene anche per le tre "grandi parti": questa semplicità di delimitazione favorisce infatti la memorizzazione rispettando la realtà orografica;
- i settori hanno denominazioni formate da una sola parola, senza aggettivi: la semplicità di denominazione è fondamentale nella didattica.

Tra le differenze c'è il fatto che il tratto della catena principale che fa da confine tra Alto Adige ed Austria è spesso denominato "Alpi Atesine", denominazione non presente nella Partizione del 1926, che include invece il tratto occidentale delle Alpi Atesine nelle Alpi Retiche (tra il Passo di Resia e il Passo del Brennero) e il tratto orientale nelle Alpi Noriche (tra il Passo del Brennero e la Sella di Dobbiaco).
Altra differenza, derivante dalla precedente, è la corrispondenza perfetta tra le tre grandi parti delle Alpi e i confini nazionali italiani: 
- le Alpi Occidentali corrispondono al confine italo-francese;
- le Alpi Centrali corrispondono al confine italo-svizzero;
- le Alpi Orientali corrispondono al confine italo-austriaco e a quello italo-sloveno.

Questa semplicità di corrispondenze tra elementi di Geografia fisica e politica, assente in altri criteri di ripartizione, è utile a livello didattico.
Infine, la denominazione della Partizione delle Alpi "Prealpi Trivenete", che indica le Prealpi del Veneto e del Friuli - Venezia Giulia, non è utilizzata. A volte è sostituita dall'espressione "Prealpi Venete", ma molto spesso è suddivisa in Prealpi Venete (intendendo con tale espressione solo la parte ricadente in Veneto), Prealpi Carniche (in Friuli) e Prealpi Giulie (in Venezia Giulia). Anche in questo caso la didattica sceglie la semplicità di corrispondenze tra elementi di Geografia fisica e politica.
Si dà di seguito lo schema della più comune suddivisione didattica, con i limiti geografici di ciascun settore. È diffusa nelle scuole una mnemotecnica utile a memorizzare le varie sezioni della catena principale delle Alpi attraverso la frase "Ma con gran pena le reti Attilio cala giù", o altre simili.
Settori compresi nella catena principale alpina
- Alpi Occidentali - dal Colle di Cadibona al Col Ferret
  - Alpi Marittime - dal Colle di Cadibona al Colle della Maddalena
  - Alpi Cozie - dal Colle della Maddalena al Colle del Moncenisio
  - Alpi Graie - dal Colle del Moncenisio al Col Ferret
- Alpi Centrali - dal Col Ferret al Passo di Resia
  - Alpi Pennine - dal Col Ferret al Passo del Sempione
  - Alpi Lepontine - dal Passo del Sempione al Passo dello Spluga
  - Alpi Retiche - dal Passo dello Spluga al Passo di Resia
- Alpi Orientali - dal Passo di Resia alla Passo di Vrata
  - Alpi Atesine - dal Passo di Resia alla Sella di Dobbiaco
  - Alpi Carniche - dalla sella di Dobbiaco alla Sella di Camporosso
  - Alpi Giulie - dalla Sella di Camporosso al Passo di Vrata

Settori non compresi nella catena principale alpina
- Alpi Centrali
  - Prealpi Lombarde - tra il Lago Maggiore e il Lago di Garda. In molti testi si fanno rientrare in questo settore le Alpi Orobie, che si trovano tra la Valsassina a ovest, la Valcamonica a est, la Valtellina a nord. In altri, invece le Alpi Orobie costituiscono una sezione a sé
- Alpi Orientali
  - Dolomiti - tra l'Adige, il Piave, il Rienza e il Brenta
  - Prealpi Venete - tra il Lago di Garda  e il Livenza
  - Prealpi Carniche - tra il Livenza e il Tagliamento, a volte comprese nelle Prealpi Venete
  - Prealpi Giulie - tra il Tagliamento e l'Isonzo, a volte comprese nelle Prealpi Venete
  - Carso - tra l'Isonzo e il Golfo del Quarnaro

### Suddivisione Orografica Internazionale Unificata del Sistema Alpino

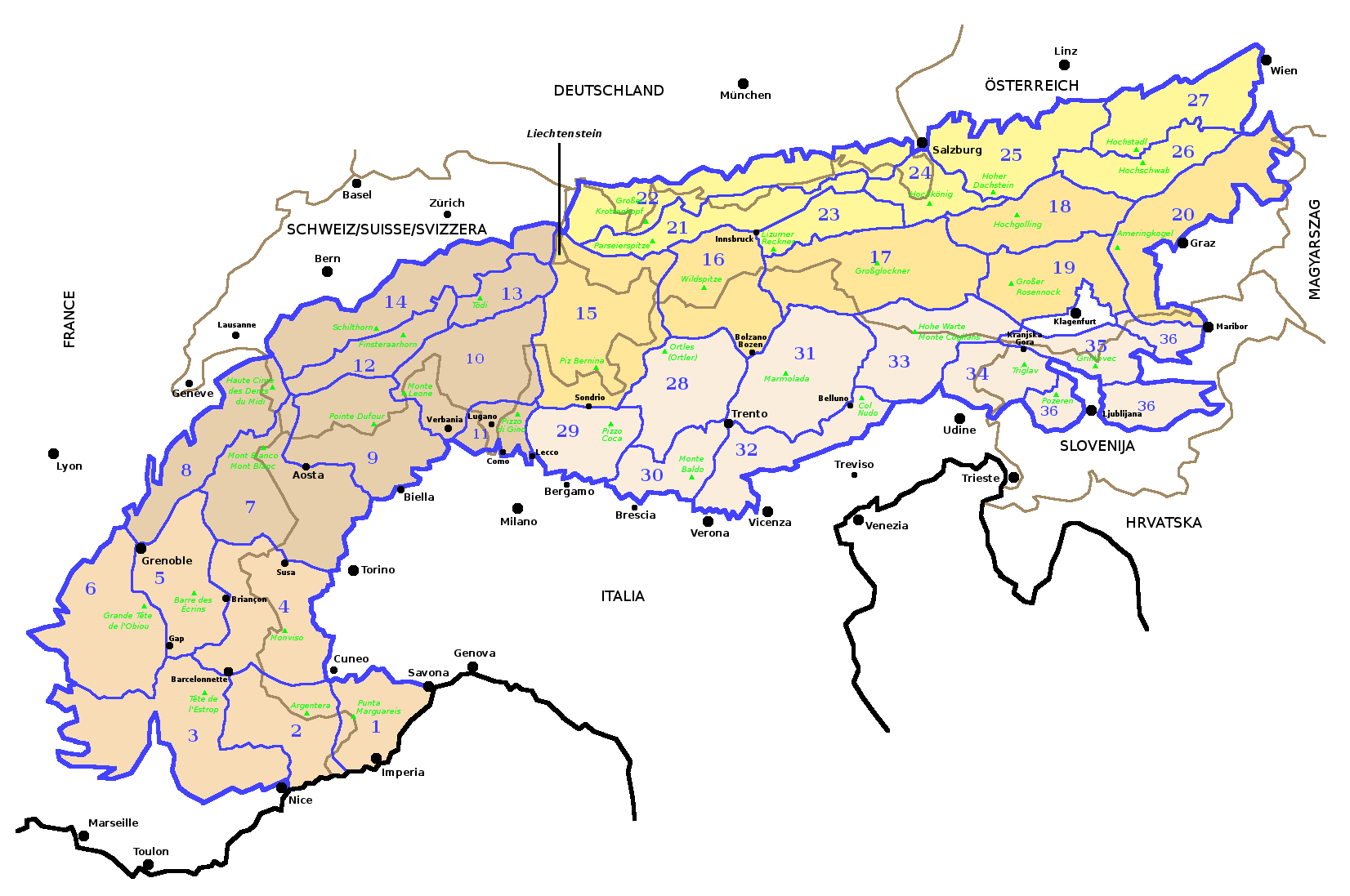
Lle sezioni delle Alpi secondo la SOIUSA.

Nel 2005 è stata pubblicata la classificazione Suddivisione Orografica Internazionale Unificata del Sistema Alpino, nota anche con l'acronimo "SOIUSA", allo scopo di uniformare le denominazioni utilizzate negli stati dell'area alpina. Questa suddivisione prende in considerazione tutto l'insieme della catena alpina.
Per quanto riguarda le Alpi italiane, la suddivisione si compone di 13 sezioni e 60 raggruppamenti, a loro volta suddivisi in gruppi. A causa della prospettiva internazionale adottata, esistono notevoli differenze tra il "SOIUSA" e gli altri criteri di suddivisione esposti nei capitoli precedenti ("Partizione delle Alpi" e suddivisione didattica tradizionale italiana): anzitutto la catena alpina non è suddivisa nelle tre parti delle Alpi Occidentali, Centrali ed Orientali, ma in due "grandi parti" (Alpi Orientali ed Alpi Occidentali), che a loro volta comprendono cinque "grandi settori" (Alpi Sud-occidentali, Alpi Nord-occidentali, Alpi Centro-orientali, Alpi Nord-orientali e Alpi Sud-orientali); inoltre, il limite orientale delle Alpi non è considerato il Passo di Vrata, escludendo la Venezia Giulia ed in particolare il Carso dall'area alpina; infine alcune sezioni tradizionali non sono prese in considerazione, ma sono sostituite da altre con altri nomi. Le sezioni sono definite da confini di aree e non da valichi di separazione. Si riporta di seguito la suddivisione delle sole Alpi italiane, secondo il criterio della "SOIUSA".
- Alpi Sud-occidentali
  - Alpi Liguri (sezione 1)
  - Alpi Marittime e Prealpi di Nizza (sezione 2)
  - Alpi Cozie (sezione 4)
- Alpi Nord-occidentali
  - Alpi Graie (sezione 7)
  - Alpi Pennine (sezione 9)
  - Alpi Lepontine (sezione 10)
  - Prealpi Luganesi (sezione 11)

- Alpi Centro-orientali
  - Alpi Retiche occidentali (sezione 15)
  - Alpi Retiche orientali (sezione 16)
  - Alpi dei Tauri occidentali (sezione 17)
- Alpi Nord-orientali
  - Nessun settore delle Alpi Nord-orientali interessa territori italiani

- Alpi Sud-orientali
  - Alpi Retiche meridionali (sezione 28)
  - Alpi e Prealpi Bergamasche (sezione 29)
  - Prealpi Bresciane e Gardesane (sezione 30)
  - Dolomiti (sezione 31)
  - Prealpi Venete (sezione 32)
  - Alpi Carniche e della Gail (sezione 33)
  - Alpi e Prealpi Giulie (sezione 34)

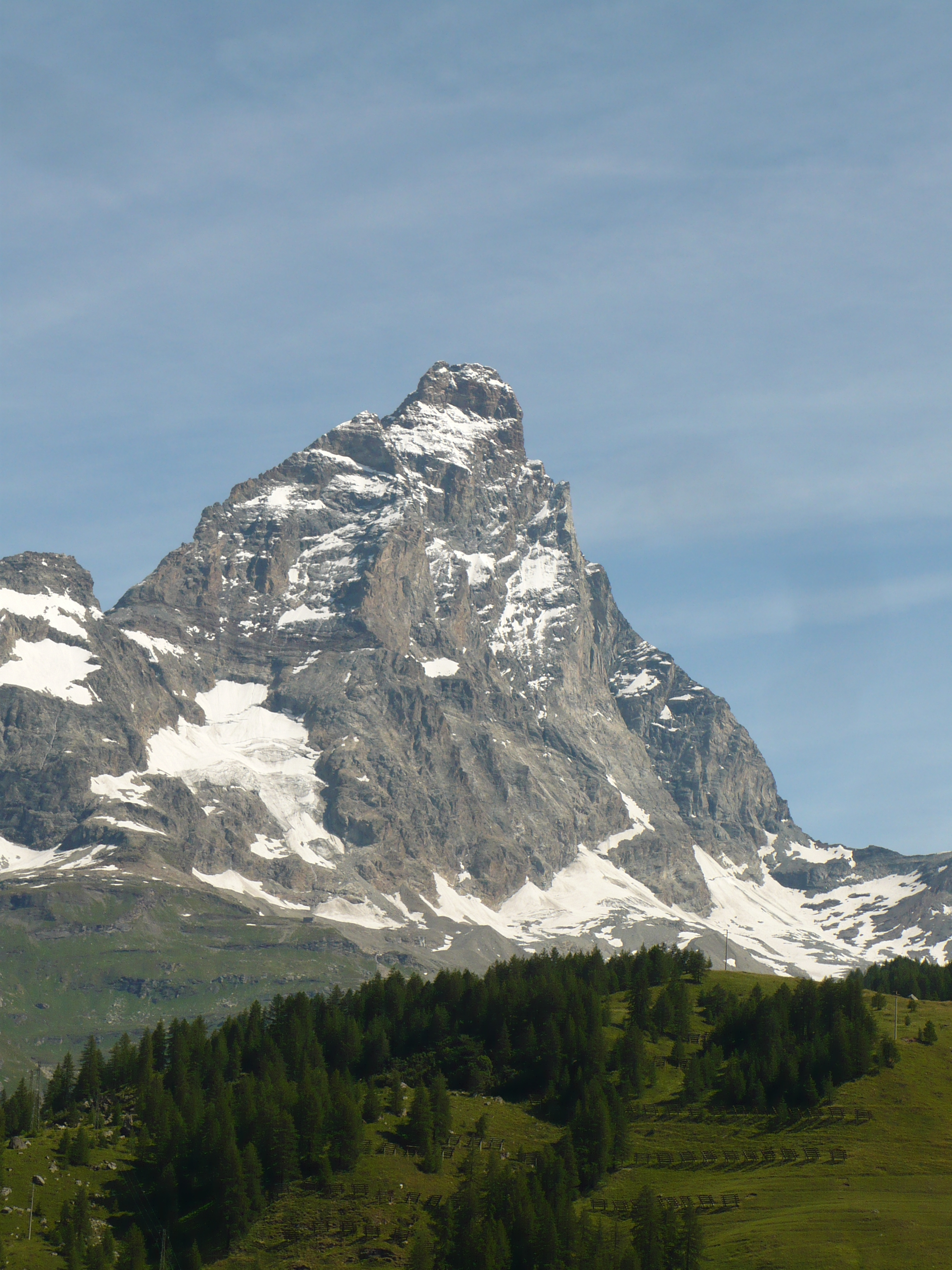
Cervino

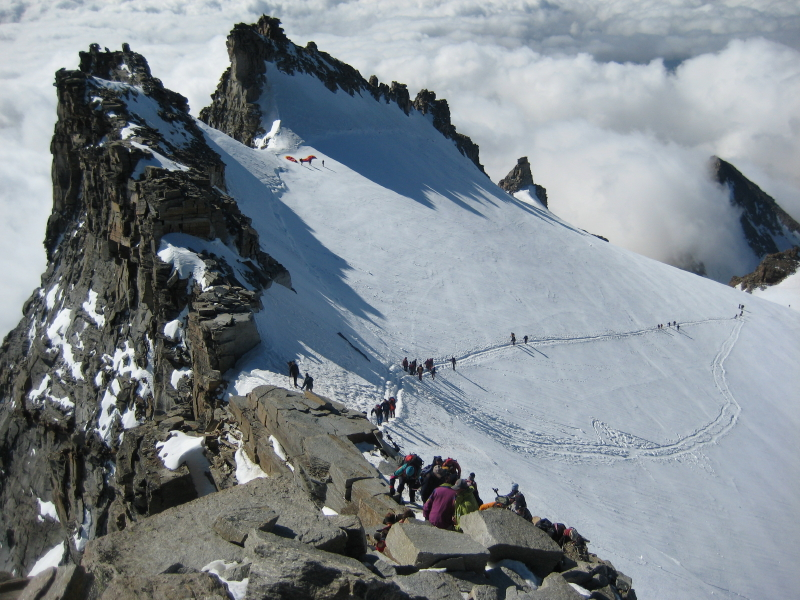
Gran Paradiso

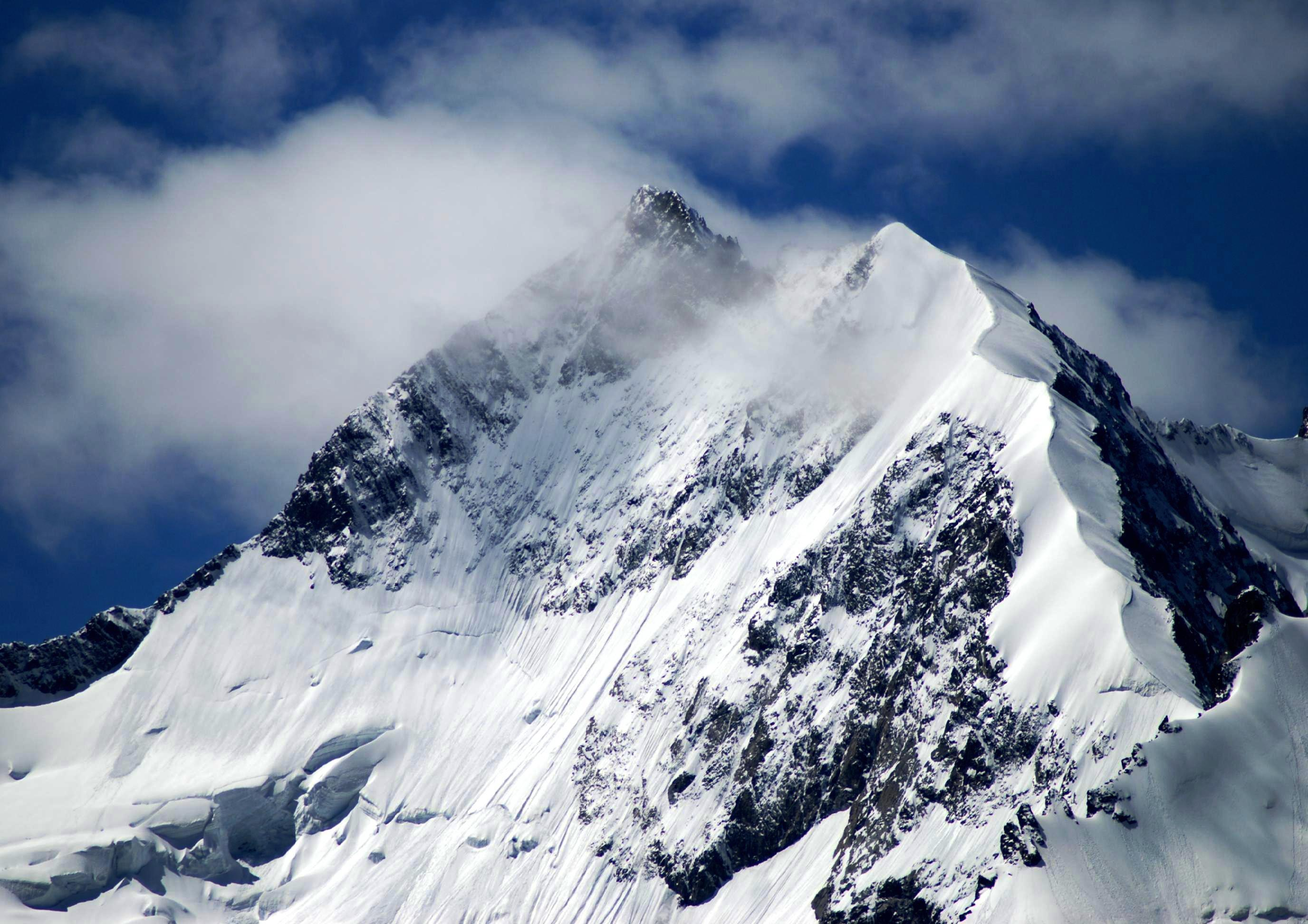
Pizzo Bernina

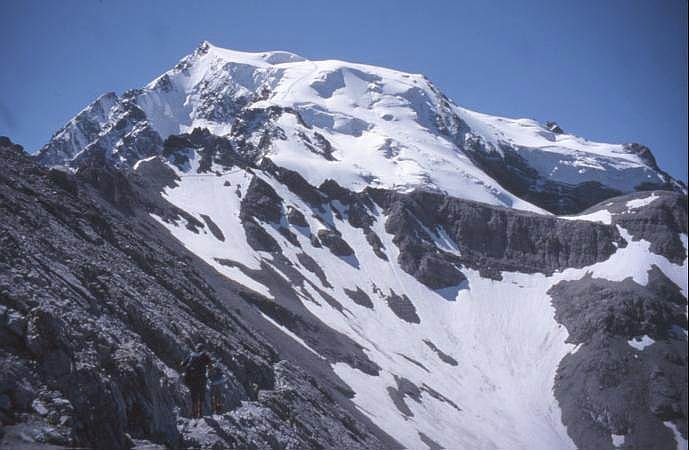
Ortles-Cevedale

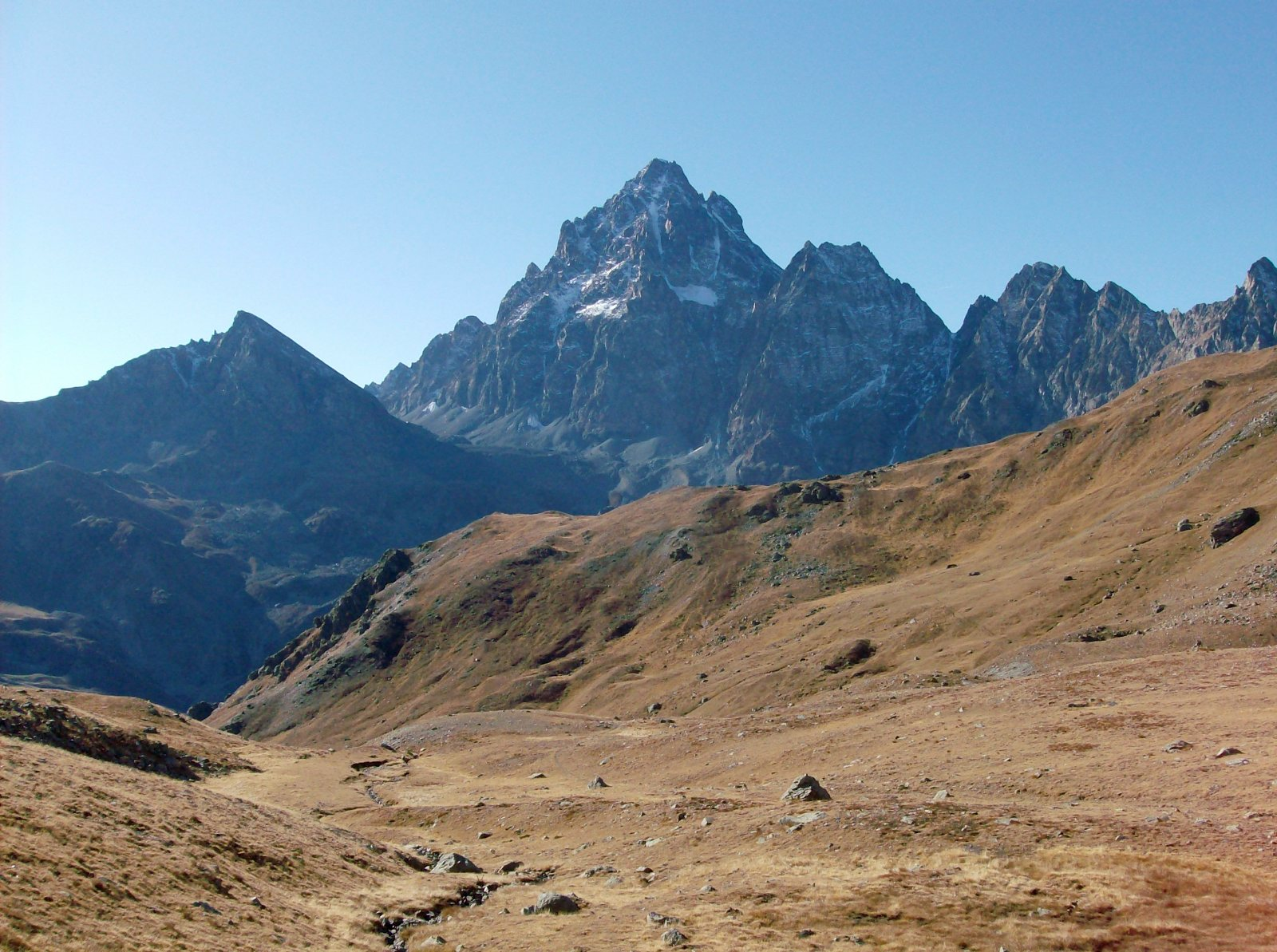
Monviso

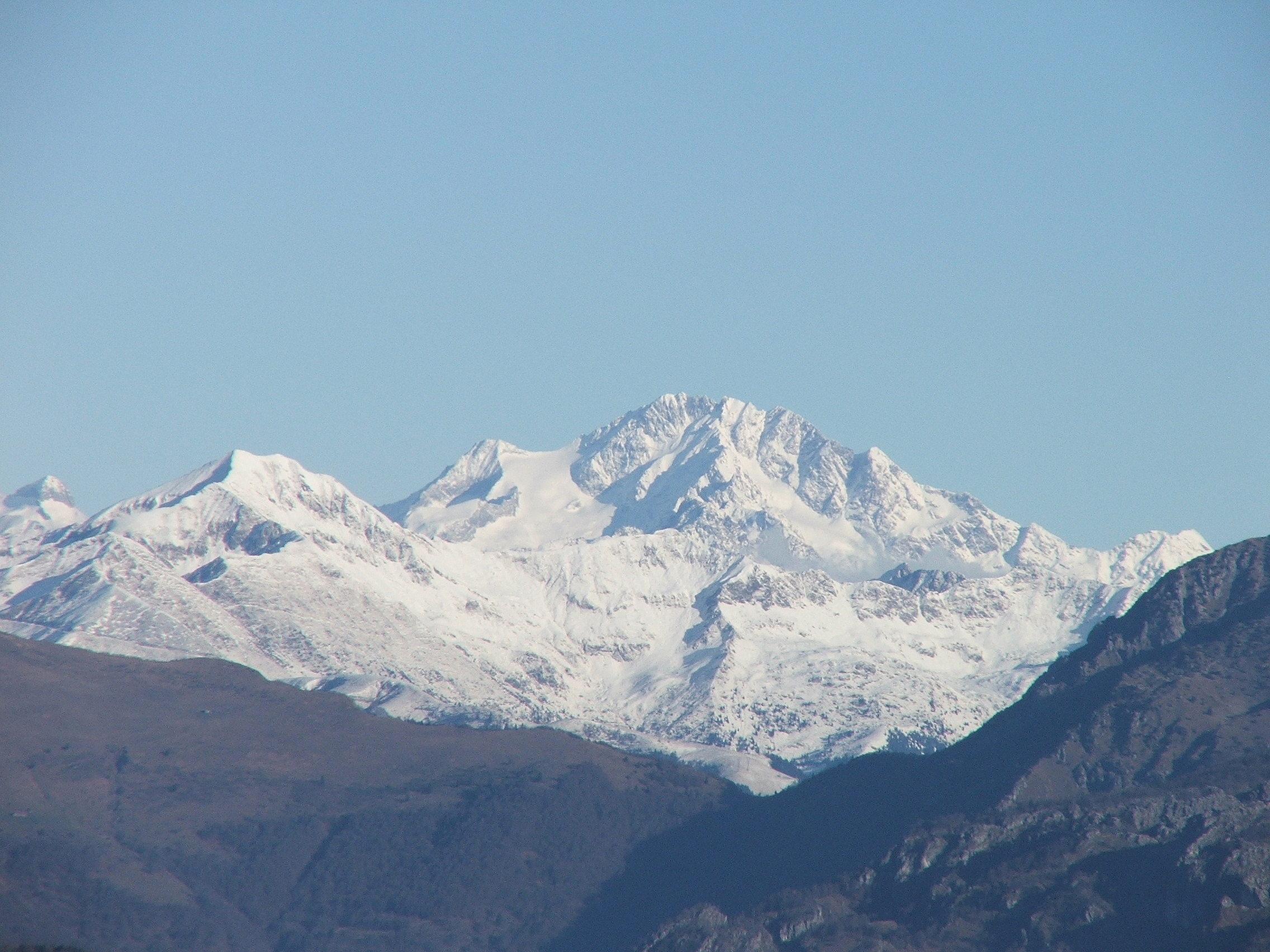
Monte Disgrazia

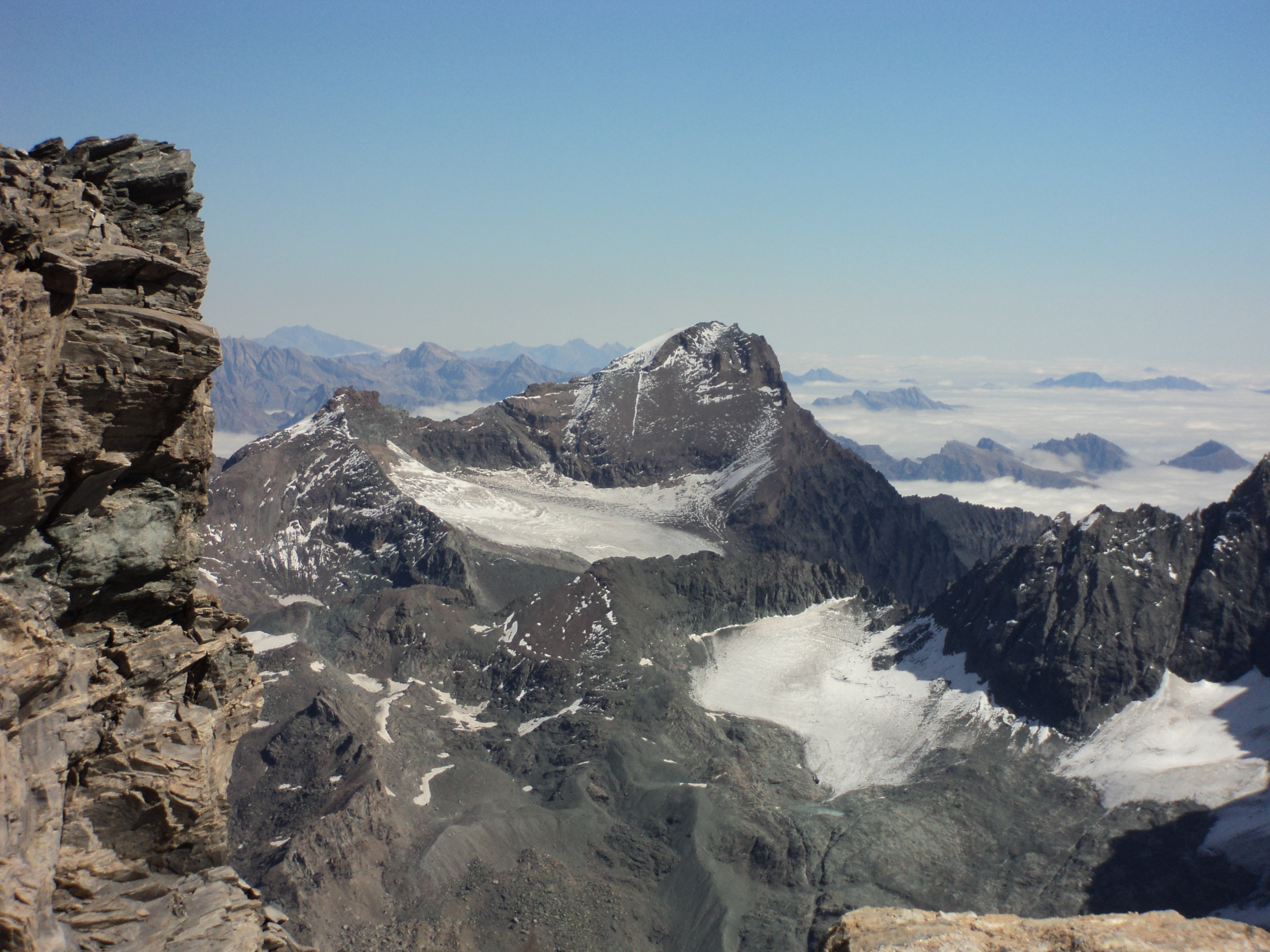
Uia di Ciamarella

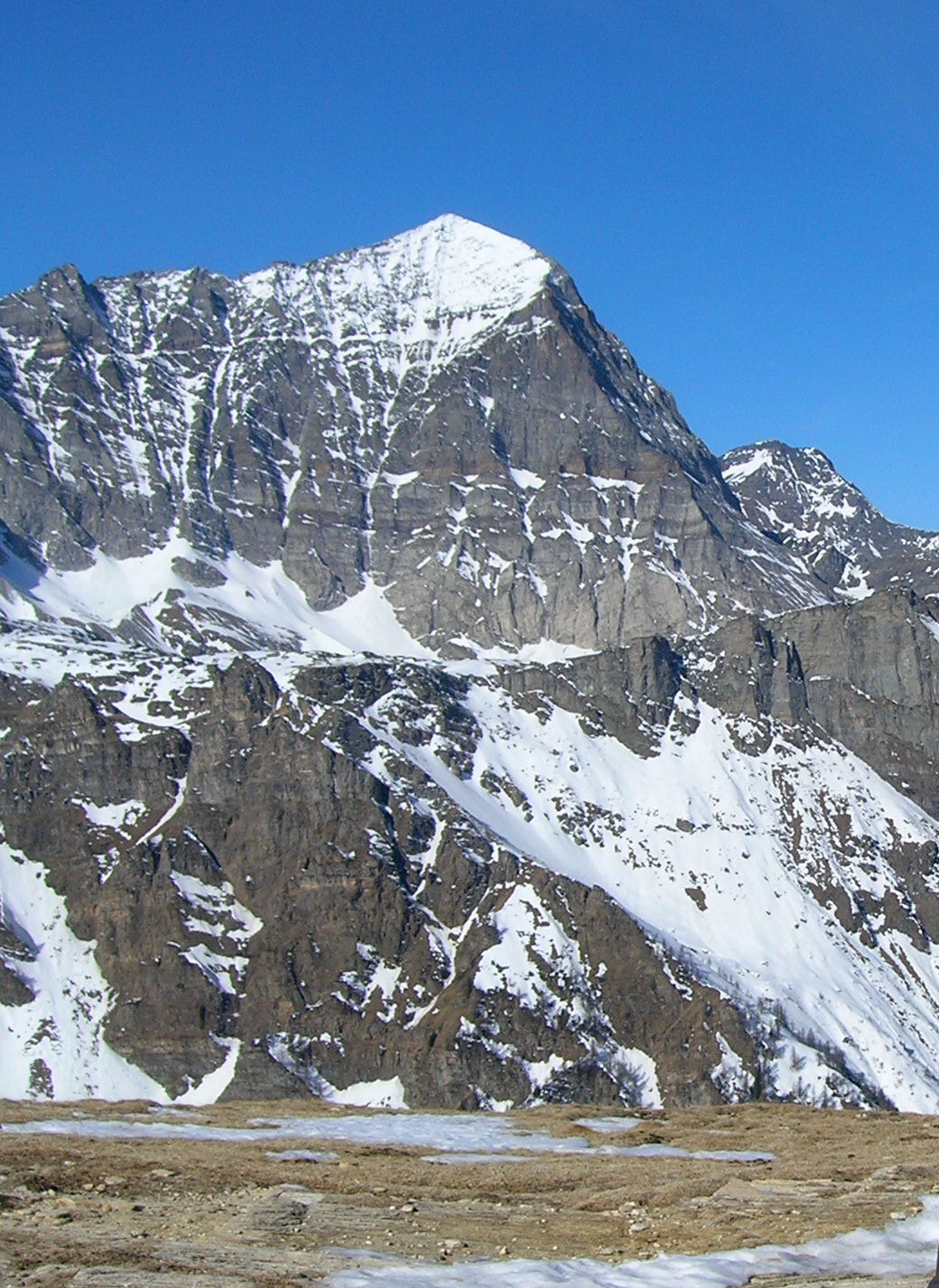
Monte Leone

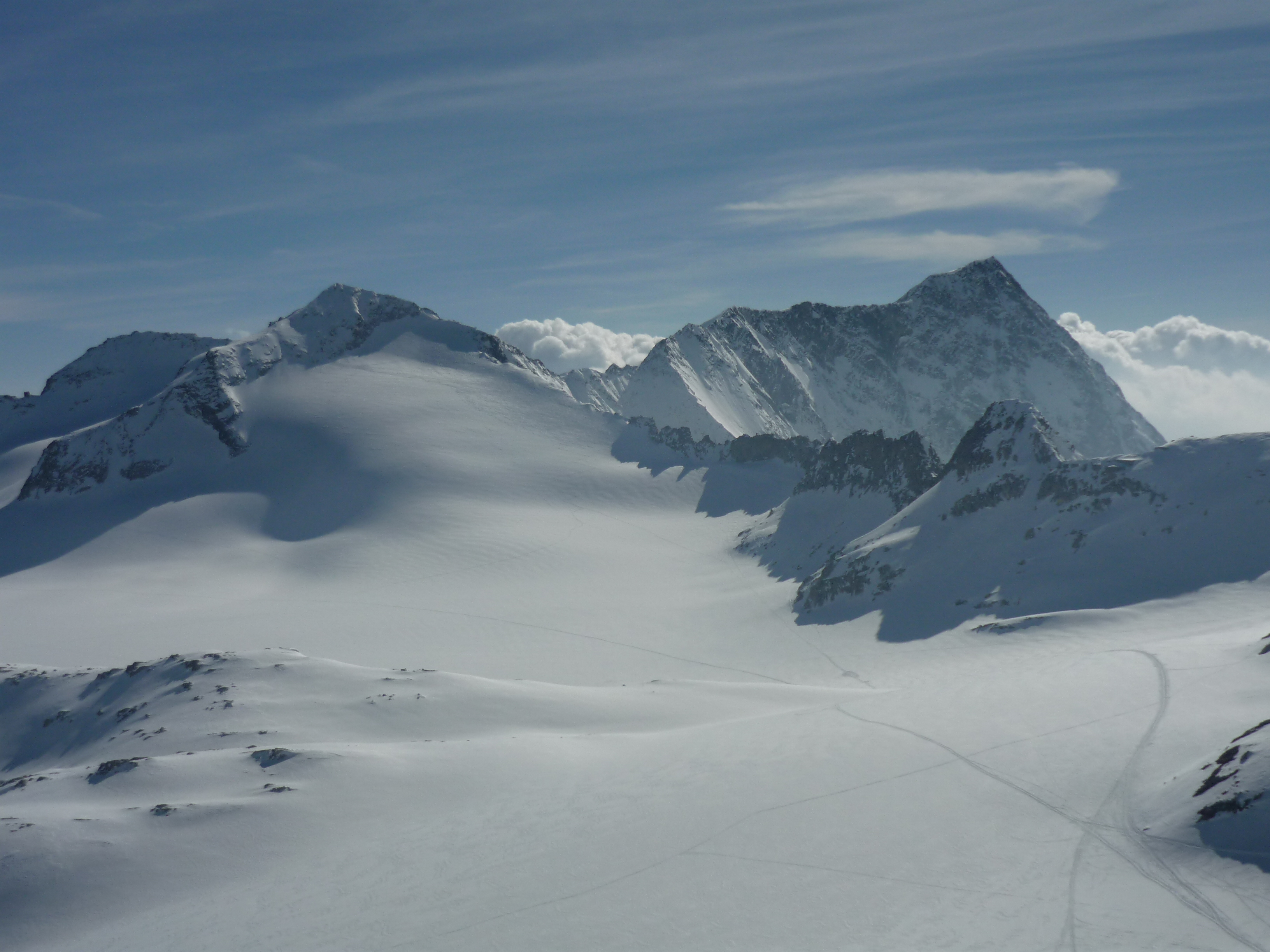
Adamello-Presanella

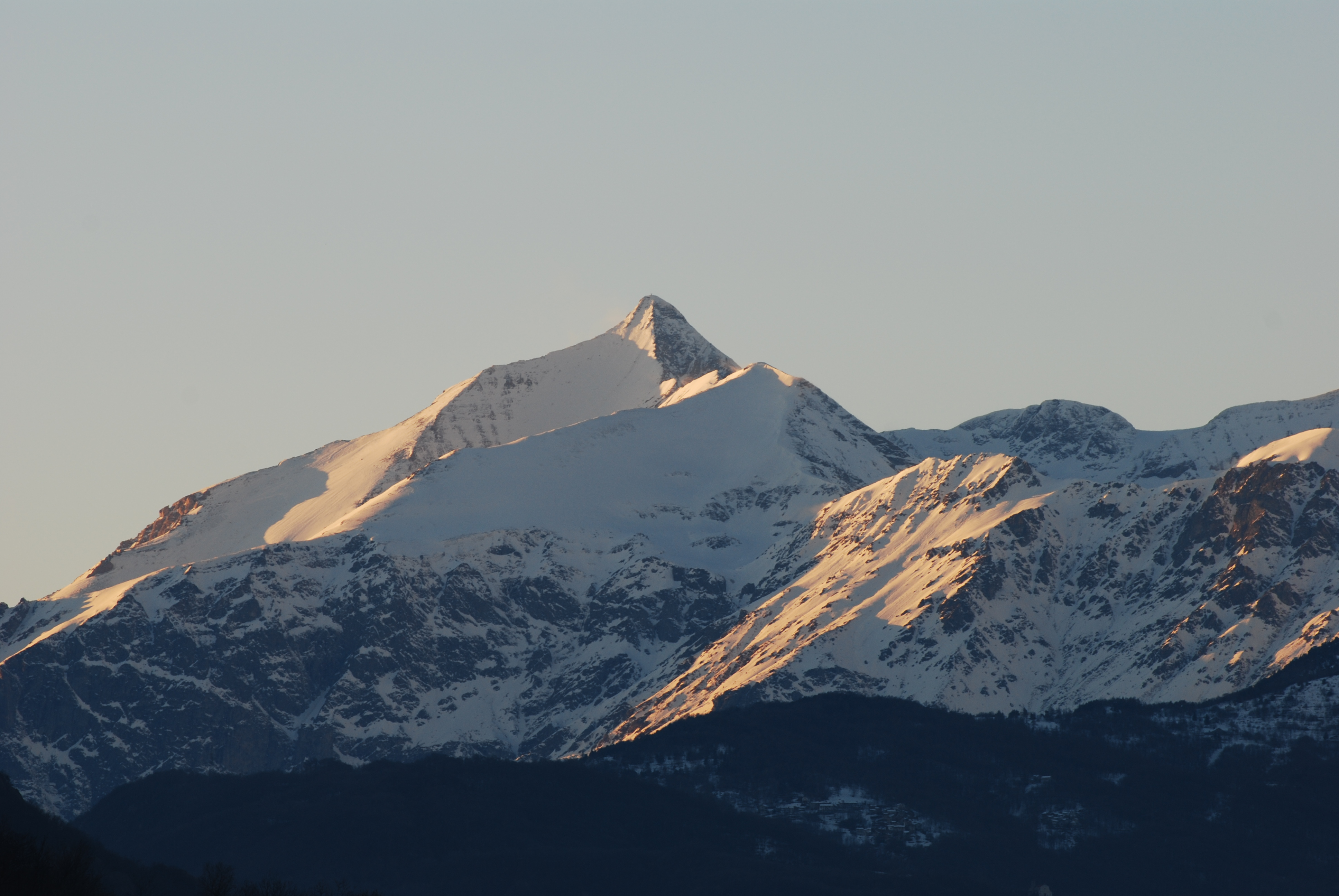
Rocciamelone

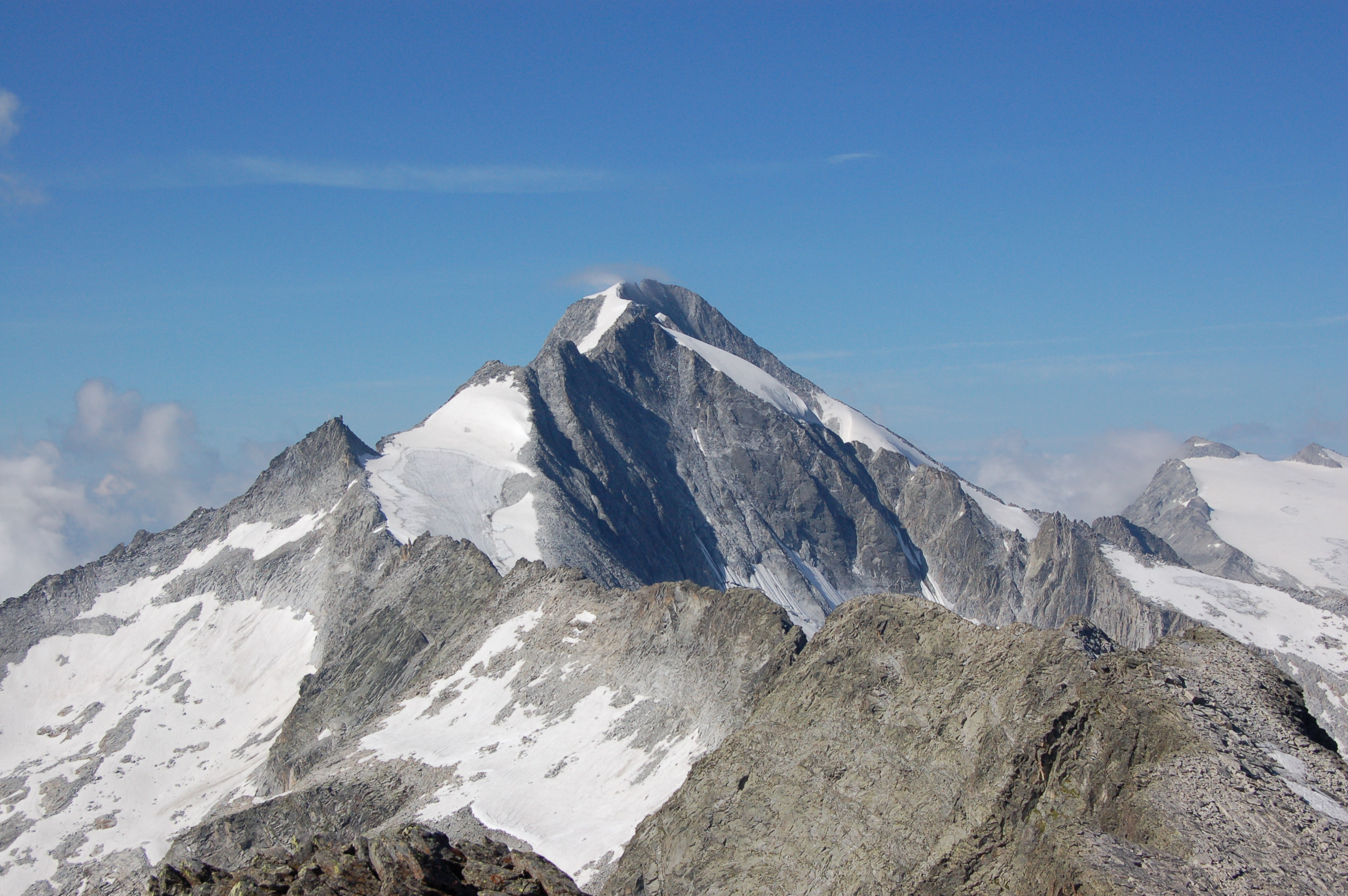
Monte Collalto

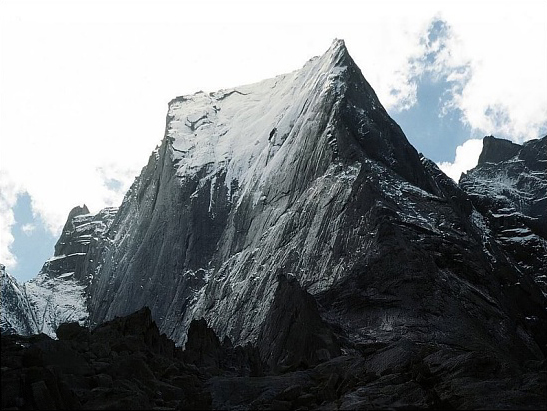
Pizzo Badile

## Prealpi italiane
Come si nota negli elenchi dei capitoli precedenti, alcuni tratti della catena alpina sono detti "Prealpi". Si tratta dei rilievi montuosi tipicamente meno alti rispetto alla fascia mediana delle Alpi e posti a contorno di essa. Si estendono sia sul versante esterno, sia su quello italiano, in particolare in Lombardia, Veneto e Friuli - Venezia Giulia; non ci sono invece in Piemonte e in Valle d'Aosta: le Alpi Occidentali non hanno settori prealpini nel versante italiano. Tutti i criteri più comuni di suddivisione della catena, al di là delle differenti denominazioni e di piccole variazioni di estensione, concordano sull'identificare in Italia questi settori prealpini:
- Prealpi Lombarde;
- Prealpi Venete;
- Prealpi Carniche;
- Prealpi Giulie.

Per la precisione, secondo la SOIUSA, le Prealpi Lombarde non costituiscono una sezione autonoma ma tre diverse unità (sezione delle Prealpi Luganesi, sottosezione delle Alpi e Prealpi Bergamasche, sezione delle Prealpi Bresciane e Gardesane); secondo la Partizione delle Alpi, inoltre, le Prealpi Venete, Carniche e Giulie sono comprese nel settore denominato "Prealpi Trivenete".

## I vari settori alpini

### Alpi Liguri
Le Alpi Liguri vanno dal Colle di Cadibona fino al Colle di Tenda. Secondo la Partizione delle Alpi, non costituiscono una sezione autonoma, ma un gruppo delle Alpi Marittime. Secondo la Suddivisione Orografica Internazionale Unificata del Sistema Alpino, invece, sono una sezione a sé stante.
La cima più elevata delle Alpi Liguri è la Punta Marguareis (2651 m). Altre vette importanti sono il Monte Mongioie (2630 m), la Cima delle Saline (2612 m) il Pizzo d'Ormea (2476 m), il Monte Bertrand (2481 m) e il Monte Saccarello (2201 m, che è anche la cima più alta della Liguria).
Nei pressi del Monte Saccarello ci sono le sorgenti del Tanarello e nei pressi del Mongioie e del Marguareis quelle del Negrone che, unendosi, danno origine al Tanaro, il più importante affluente di destra del Po (1/5 delle acque del Po è contributo del Tanaro). Attorno al Marguareis e al Mongioie si trova una zona carsica molto nota anche a livello europeo  con grotte, pozzi e cunicoli che superano i 100 km di estensione e i 1000 m di profondità.

### Alpi Marittime
Le Alpi Marittime, secondo la Partizione delle Alpi, formano una sezione che comprende anche le Alpi Liguri e che va dal Colle di Cadibona al Colle della Maddalena.
Secondo la Suddivisione Orografica Internazionale Unificata del Sistema Alpino, invece, questo tratto alpino non comprende le Alpi Liguri e non costituisce una sezione autonoma, ma una sottosezione delle Alpi Marittime e Prealpi di Nizza, che va dal Colle di Tenda al Colle della Maddalena.
La cima più elevata è la cima sud del massiccio dell'Argentera (3297 m). Dal punto di vista geologico, le Marittime sono caratterizzate da una forte variabilità: si alternano, infatti, rocce calcaree e dolomitiche (che caratterizzano, ad esempio, la Valle Stura di Demonte), a rocce granitiche (fra tutti, il massiccio cristallino dell'Argentera in Valle Gesso), tutte fortemente modellate dall'azione erosiva millenaria dei ghiacciai.

### Alpi Cozie
Le Alpi Cozie si estendono tra il Colle della Maddalena e quello del Moncenisio, da cui discende la Val di Susa, percorsa dal fiume Dora Riparia. Questa valle è percorsa da una delle principali vie di comunicazione tra l'Italia (Torino) e la Francia e fa capo ad un altro notevole valico chiamato Colle del Monginevro. Le Alpi Cozie sono dominate dal Monviso (3841 m), da cui nasce il Po.
Le Alpi Cozie sono una sezione autonoma sia secondo la Partizione delle Alpi, sia secondo la Suddivisione Orografica Internazionale Unificata del Sistema Alpino ed anche secondo la suddivisione didattica tradizionale italiana.
Sono ulteriormente suddivise in tre raggruppamenti: Alpi Cozie Meridionali o Alpi del Monviso; Alpi Cozie Centrali o Alpi del Monginevro; Alpi Cozie Settentrionali o Alpi del Moncenisio.

### Alpi Graie
Le Alpi Graie sono comprese tra il Moncenisio ed il Col Ferret. I gruppi montuosi più notevoli di questo tratto alpino sono il massiccio del Monte Bianco, la vetta più alta delle Alpi (4808 m), ed il Gruppo del Gran Paradiso (4061 m). Tra questi due gruppi montuosi si apre il Colle del Piccolo San Bernardo, attraverso il quale si passa dalla Valle d'Aosta in Francia (Val-d'Isère-Rodano).
Le Alpi Graie sono una sezione autonoma sia secondo la Partizione delle Alpi, sia secondo la Suddivisione Orografica Internazionale Unificata del Sistema Alpino ed anche secondo la suddivisione didattica tradizionale italiana.
Si suddividono in: Alpi Graie Meridionali (Rocciamelone), Alpi Graie Occidentali (Gran Paradiso, Rosa dei Banchi e Emilius-Tersiva), Alpi Graie Centrali (Grande Sassière-Tsanteleina e Rutor-Léchaud) e Alpi Graie Settentrionali (Monte Bianco).

### Alpi Pennine
Le Alpi Pennine sono comprese tra il Col Ferret ed il Passo del Sempione e costituiscono un potente bastione ed un maestoso complesso glaciale. Spiccano in esso vette di poco inferiori in altitudine al Monte Bianco, come il Cervino (4478 m) ed il Monte Rosa (4638 m). Presentano un solo valico importante, il Gran San Bernardo, che collega la Valle d'Aosta alla valle del Rodano.
Le Alpi Pennine sono una sezione autonoma sia secondo la Partizione delle Alpi, sia secondo la Suddivisione Orografica Internazionale Unificata del Sistema Alpino ed anche secondo la suddivisione didattica tradizionale italiana.
Si suddividono in: Alpi Pennine Occidentali (Gran Combin), Alpi Pennine Centrali (Cervino) e Alpi Pennine Orientali (Monte Rosa, Alpi Biellesi e Valsesiane, Andolla-Sempione).

### Alpi Lepontine
Le Alpi Lepontine (o Leponzie) si estendono dal Passo del Sempione al Passo dello Spluga, che permette di passare dal Lago di Como alla valle del Reno. La vetta più importante è quella del Monte Leone (3552 m). Comprendono il più importante nodo idrografico dell'Europa occidentale: il Massiccio del San Gottardo. Da esso discendono, in tre diverse direzioni, tre fiumi: verso ovest il Rodano, che sfocia nel Mediterraneo; verso est un ramo del Reno, che sfocia nel Mare del Nord; verso sud il Ticino, affluente del Po. Le Alpi Lepontine sono valicabili attraverso il Passo del San Bernardino ed il Passo del San Gottardo.
Le Alpi Lepontine sono una sezione autonoma sia secondo la Partizione delle Alpi, sia secondo la Suddivisione Orografica Internazionale Unificata del Sistema Alpino ed anche secondo la suddivisione didattica tradizionale italiana.
Sono suddivise in: Gruppo del Sempione-Formazza-Vigezzo (Monte Leone) e Catena Mesolcina (Tambò-Forcola).

### Alpi Retiche
Le Alpi Retiche si estendono dal Passo dello Spluga al Passo del Brennero.
Secondo la Partizione delle Alpi, costituiscono una sezione autonoma, mentre secondo la Suddivisione Orografica Internazionale Unificata del Sistema Alpino, non sono considerate una sezione distinta, ma sono suddivise in tre sezioni: Alpi Retiche occidentali, Alpi Retiche orientali ed Alpi Retiche meridionali.
Comprendono importanti gruppi montuosi, il principale dei quali è il Massiccio del Bernina, dominato dalla montagna più alta delle Alpi Retiche, il Pizzo Bernina (4049 m). Gli altri raggruppamenti individuati dalla suddivisione TCI-Cai sono: Spluga (Suretta-Stella), Masino-Bregaglia (Monte Disgrazia), Piazzi-Sesvenna, Alpi Venoste e Passirie (Similaun), Alpi Breonie e Sarentine (Pan di Zucchero), Gruppo Ortles-Cevedale (Monte Ortles, 3902 m), Presanella (3558 m), Adamello (3539 m), Dolomiti di Brenta (Cima Tosa, 3173 m). I passi principali sono il Passo del Maloja, che congiunge la Val Chiavenna con l'alta Engadina; il Passo del Bernina permette di passare dalla Tirano a St. Moritz; il Passo dello Stelvio, che collega la Valtellina alla Val Venosta; il Passo dell'Aprica, che mette in comunicazione la Valtellina con la Val Camonica; il Passo del Tonale, che, oltre a segnare il confine fra il comune di Vermiglio e la prestigiosa Ponte di Legno, mette in comunicazione la Val Camonica con la Val di Sole.

### Prealpi Lombarde

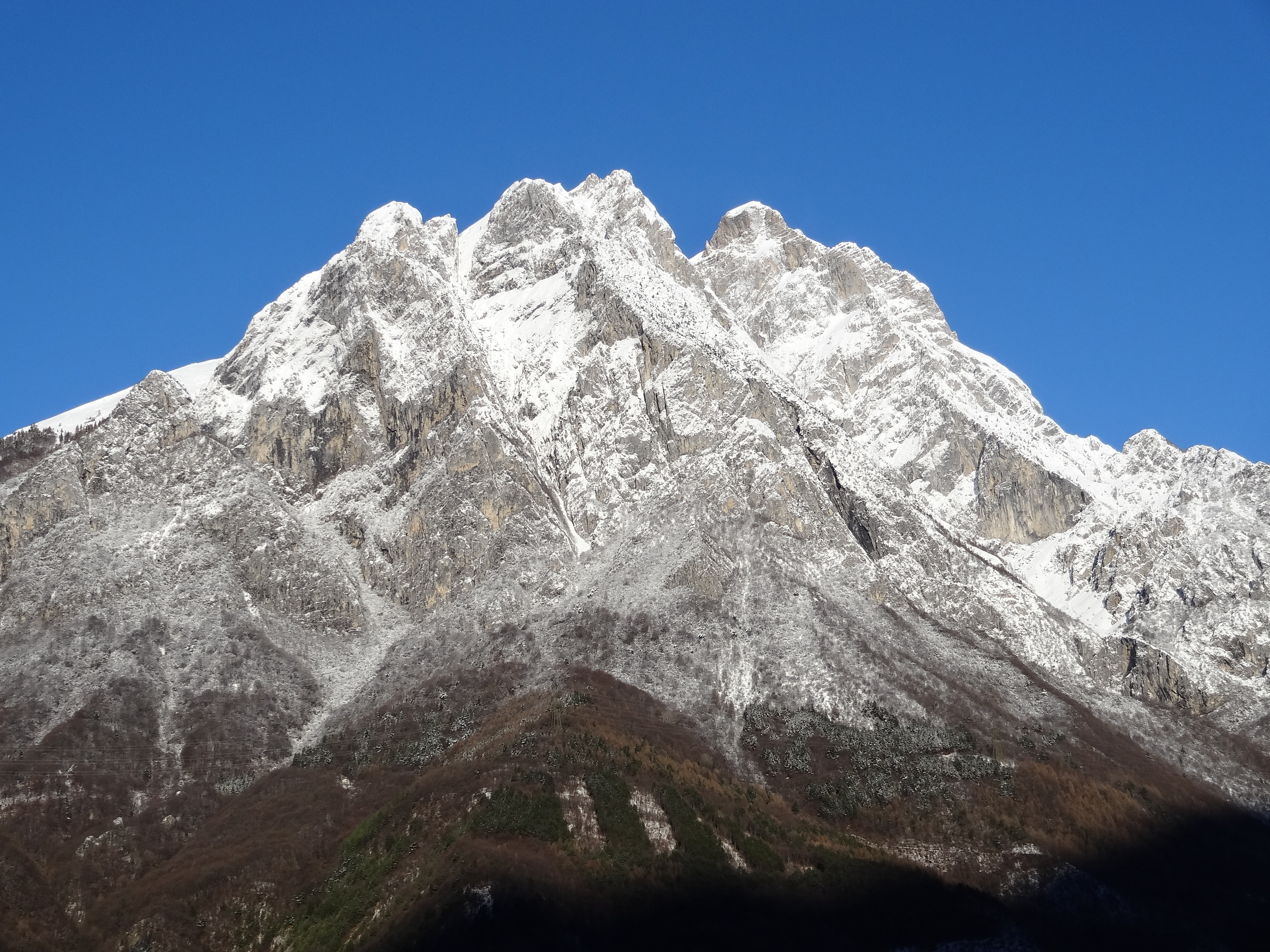
Concarena

Le Prealpi lombarde costituiscono il settore dei rilievi montuosi compresi tra il Lago Maggiore a ovest, il fiume Adige a est, la Pianura Padana a sud e le Alpi Orobie e le Alpi Retiche a nord. Nella suddivisione didattica usata in Italia, il limite orientale è considerato il Lago di Garda.
Secondo la Partizione delle Alpi e secondo la suddivisione didattica, le Prealpi Lombarde costituiscono una sezione autonoma. Nella SOIUSA, invece, non esiste una sezione con questo nome e il territorio corrispondente è suddiviso tra le Prealpi Luganesi le Prealpi Bergamasche e le Prealpi Bresciane e Gardesane.
In entrambi i casi comprendono anche le Alpi Orobie. Interessano, oltre al territorio lombardo, anche porzioni del territorio elvetico (Canton Ticino) e del Trentino (Giudicarie). Oltre al Verbano e al Benaco, gli altri grandi bacini lacustri (Lago di Como, Lago di Lugano e Lago d'Iseo) dividono le Prealpi lombarde in tre aree: le Prealpi Comasche e le Prealpi Varesine a ovest del Ceresio; le Prealpi Bergamasche tra il Lago di Como ed il Lago di Iseo; le Prealpi Bresciane e le Prealpi Gardesane tra il Lago d'Iseo ed il Lago di Garda. La cima più alta delle Prealpi lombarde è la Concarena (2549 m).

### Alpi Orobie

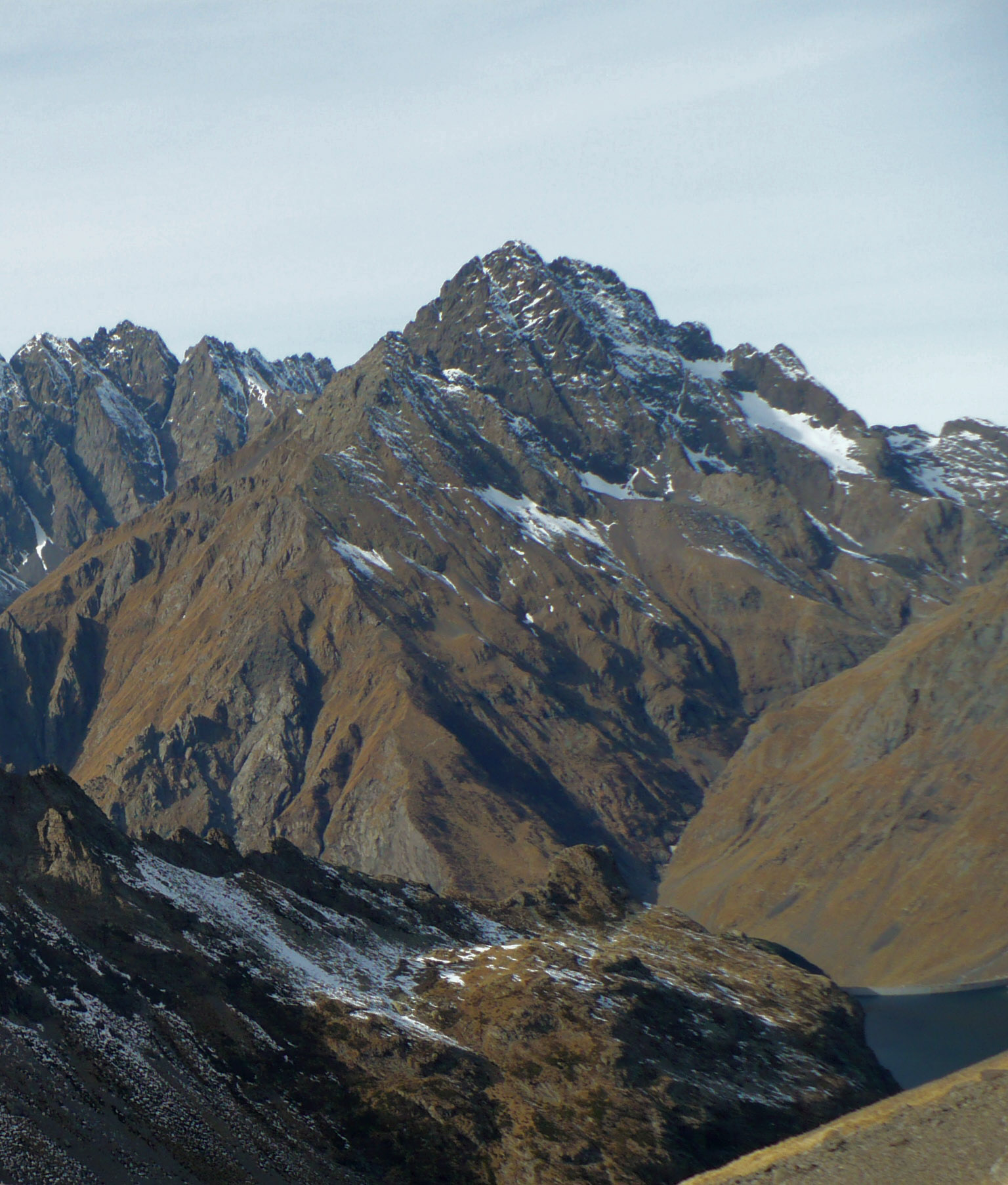
Pizzo Coca

Le Alpi Orobie si trovano a sud del fiume Adda, nel tratto compreso tra il Passo dell'Aprica ed il Lago di Como, e ad ovest del fiume Oglio. La cima più alta è il Pizzo di Coca (3050 m).
Secondo la Partizione delle Alpi, costituiscono un gruppo della sezione Prealpi Lombarde; secondo la SOIUSA, invece, sono una sottosezione della sezione Alpi e Prealpi Bergamasche.

### Alpi Atesine

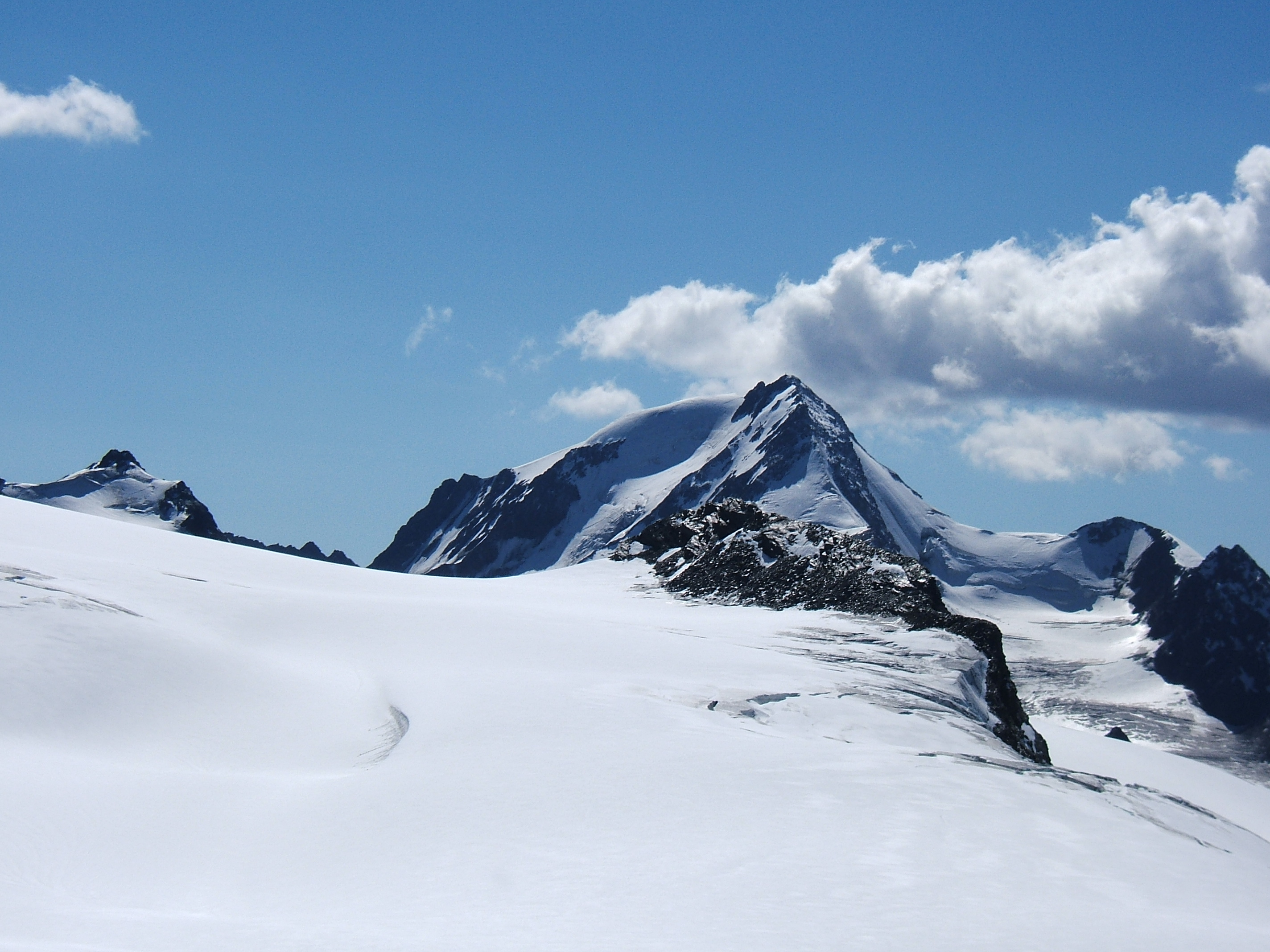
Palla Bianca

Il Passo di Resia o, secondo altre fonti, il Passo dello Stelvio rappresentano il punto di separazione tra le Alpi Atesine e le Alpi Retiche, mentre il Passo di Monte Croce di Comelico o la Sella di Dobbiaco, sempre a seconda delle fonti, segnano il confine con le Alpi Carniche.
L'espressione "Alpi Atesine", pur essendo usato in numerosi testi italiani di Geografia, specie di carattere didattico e divulgativo, non si trova né nella Partizione delle Alpi, classificazione della catena alpina adottata nel 1924, né nella più recente Suddivisione Orografica Internazionale Unificata del Sistema Alpino (SOIUSA), del 2006. Ciò è dovuto alla parziale sovrapposizione di significato con le denominazioni "Alpi Retiche" ed "Alpi Noriche" e al fatto che il termine "Alpi Atesine" è usato soprattutto in Italia e le suddivisioni delle Alpi citate hanno invece un respiro internazionale. Inoltre, a livello locale, al posto dell'espressione generica di "Alpi Atesine", sono usati soprattutto i nomi dei gruppi montuosi in esse compresi, di estensione più limitata, elencati nel seguente capoverso.
Le Alpi Atesine comprendono le Alpi Venoste (tra il Passo di Resia e il Giogo di Vallelunga), le Alpi Passirie (tra il Giogo di Vallelunga e il Passo del Rombo), le Alpi Sarentine (area racchiusa dalla Valle dell'Adige, dalla Valle Isarco e dal Passo di Monte Giovo, le Alpi Breonie (tra il Passo del Rombo e il Passo del Brennero), le Alpi Aurine (tra il Passo del Brennero e la Forcella del Picco), le Alpi Pusteresi, tra la Forcella del Picco e il Passo di Monte Croce di Comelico o alla Sella di Dobbiaco).

### Alpi Noriche

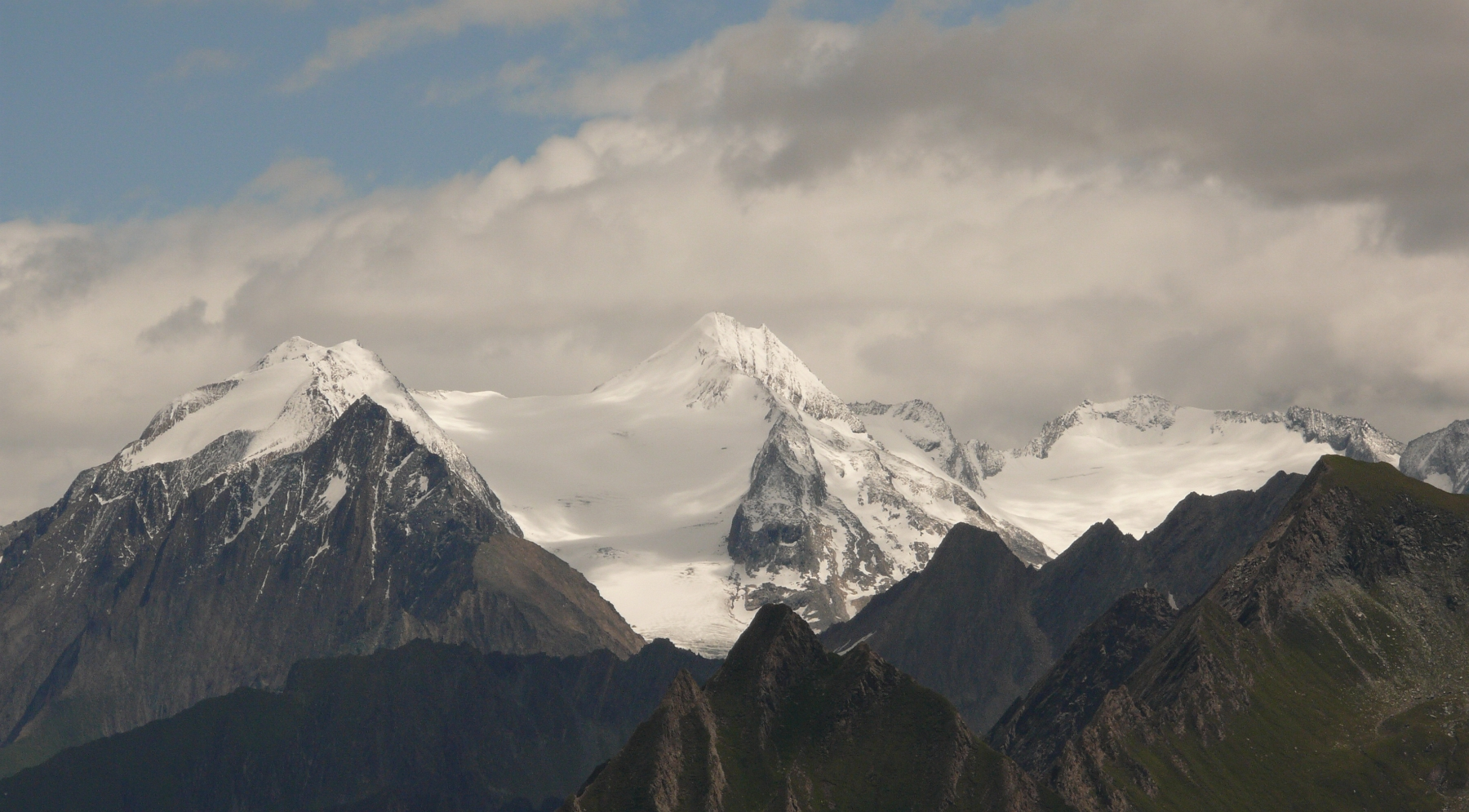
Gran Pilastro

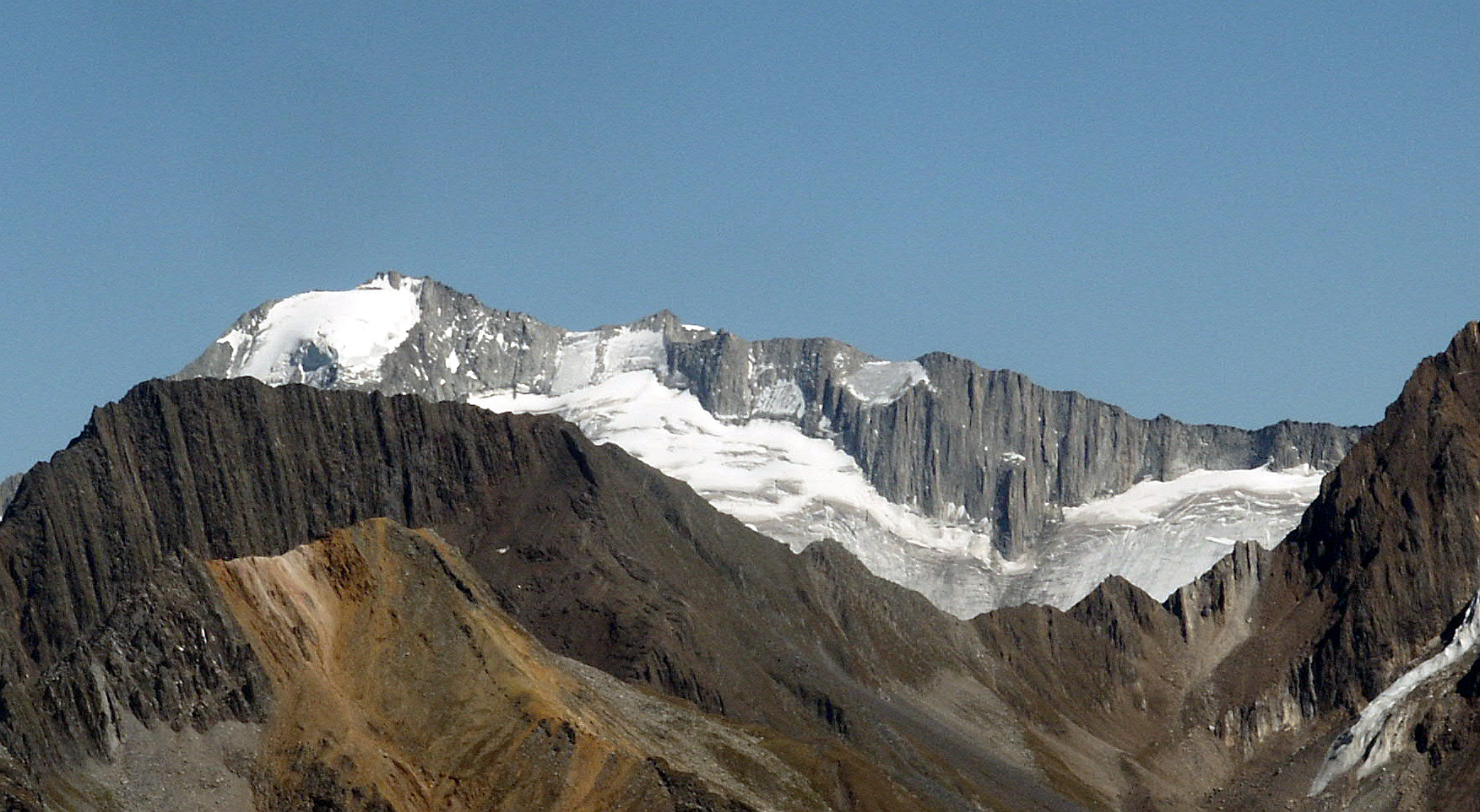
Monte Mesule

Secondo la Partizione delle Alpi, il tratto delle Alpi Noriche che ricade in Italia va dal Passo del Brennero fino alla Sella di Dobbiaco e comprende il punto più settentrionale del territorio italiano: la Testa Gemella Occidentale (2837 m), situata presso la Vetta d'Italia. Sempre secondo la Partizione delle Alpi, questo settore alpino si estende notevolmente anche oltre i confini italiani.
La denominazione "Alpi Noriche" non è usata né nella classificazione della SOIUSA, né nella suddivisione didattica tradizionale italiana. Le Alpi Noriche italiane comprendono le Alpi Aurine, tra il Passo del Brennero e la Forcella del Picco, e le Alpi Pusteresi, dalla Forcella del Picco alla Sella di Dobbiaco.
La cima più alta di questo tratto alpino è il Gran Pilastro (3510 m). Altre cime importanti sono il Picco dei Tre Signori (3498 m), il Monte Mesule (3479 m), la Cima di Campo (3418 m), il Sasso Nero (3370 m), il Monte Lovello (3378 m), la Croda Alta (3287 m) e il Monte Fumo (3250 m). Altre cime sono il Pizzo Rosso di Predoi (3495 m), il Collalto (3435 m) ed il Monte Nevoso nel Gruppo delle Vedrette di Ries, la Cima Dura (3130 m), la Croda Rossa ed il Monte Ripa nel Gruppo dei Monti di Casies.

### Dolomiti

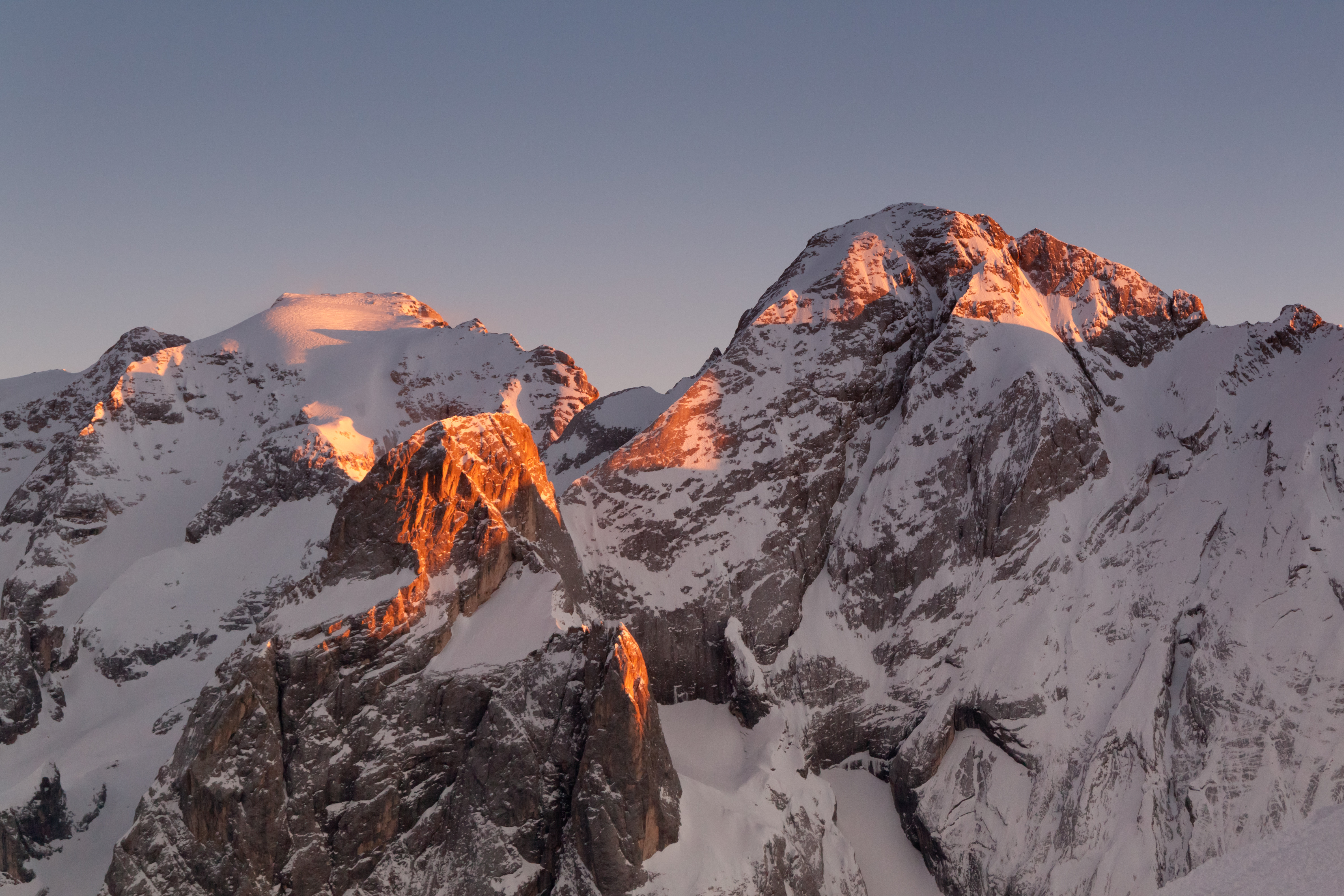
Marmolada

Le Dolomiti costituiscono una catena montuosa celebre per le guglie turrite e per le pareti di roccia calcarea particolarmente adatte all'arrampicata. Esse hanno una direzione trasversale rispetto allo spartiacque alpino; infatti sono comprese tra la Val Rendena ad ovest e quella del fiume Piave ad est (Cadore). Raggiungono la loro massima altezza nella Marmolada (3342 m). Le Dolomiti Occidentali comprendono i gruppi: Brenta, Catinaccio-Latemar, Sassolungo, Odle-Puez-Cir, Sella, Marmolada, Pale di San Martino, Alpi Feltrine-Feruc. Le Dolomiti Orientali comprendono i gruppi: Schiara, Civetta-Moiazza, Pelmo-Dolomiti di Zoldo, Croda Rossa di Ampezzo, Tre Cime di Lavaredo.
Le Dolomiti sono una sezione autonoma sia secondo la Partizione delle Alpi, sia secondo la Suddivisione Orografica Internazionale Unificata del Sistema Alpino ed anche secondo la suddivisione didattica tradizionale italiana.

### Alpi Carniche

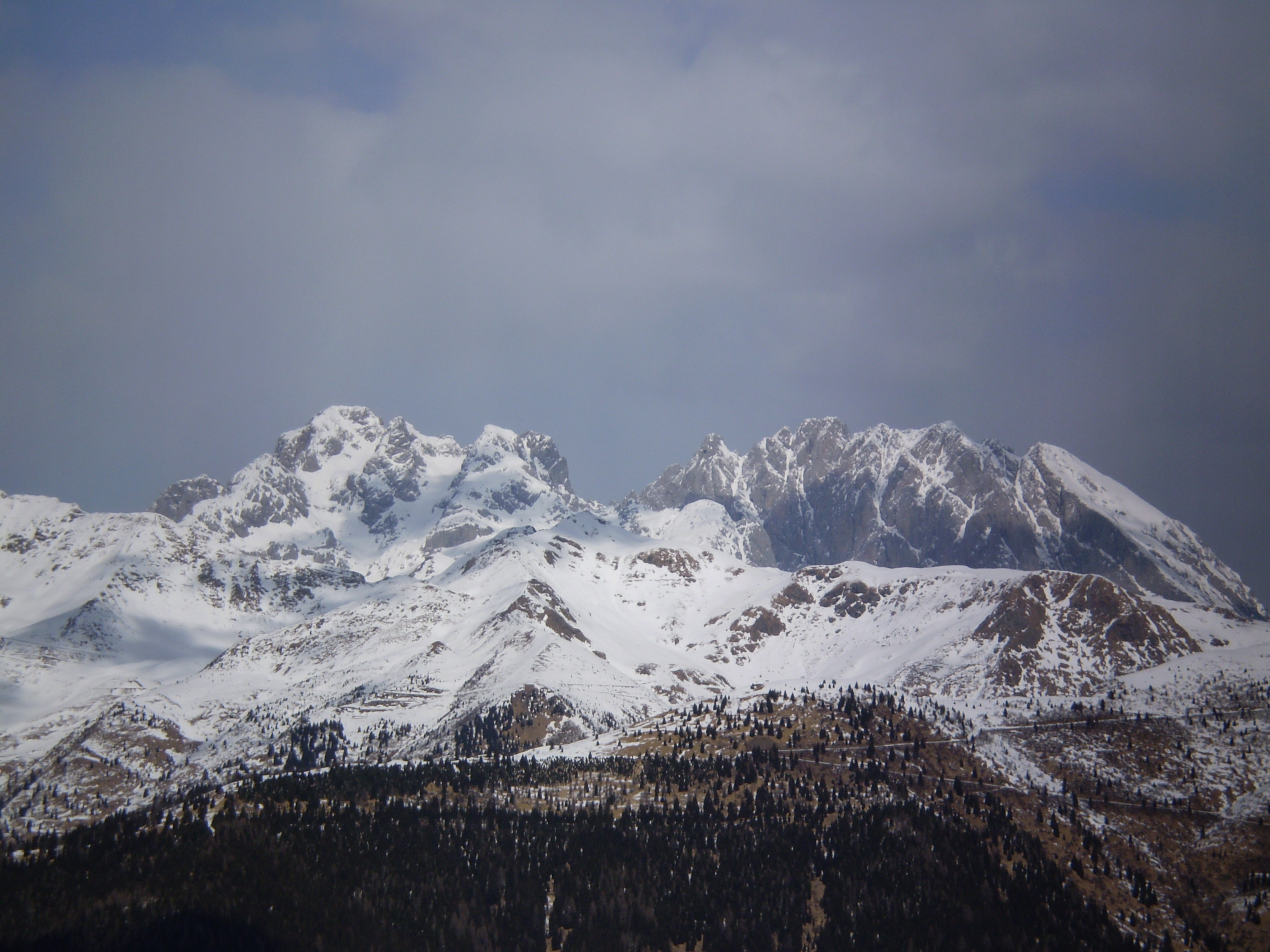
Monte Coglians

Le Alpi Carniche si elevano tra il Sella di Dobbiaco e la Sella di Camporosso. Si possono suddividere nella Catena Carnica Principale, che segna in parte il confine che divide l'Italia dall'Austria, e nelle Alpi di Tolmezzo o Carniche Meridionali. La cima più alta è il Monte Coglians (2780 m), sulla catena principale. Altre vette importanti sono: la Creta delle Chianevate (2769 m), il Monte Cavallino (2689 m), il Monte Palombino (2600 m), il Monte Vancomune (2581 m), il Monte Peralba (2694 m), il Monte Terza Grande (2586 m) ed il Monte Fleons (2507 m) nella catena principale; il Monte Pleros (2314 m), il Col Gentile (2075 m), il Monte Tersadia (1958 m) e il Monte Sernio (2187 m) nelle Alpi di Tolmezzo.

### Alpi Giulie

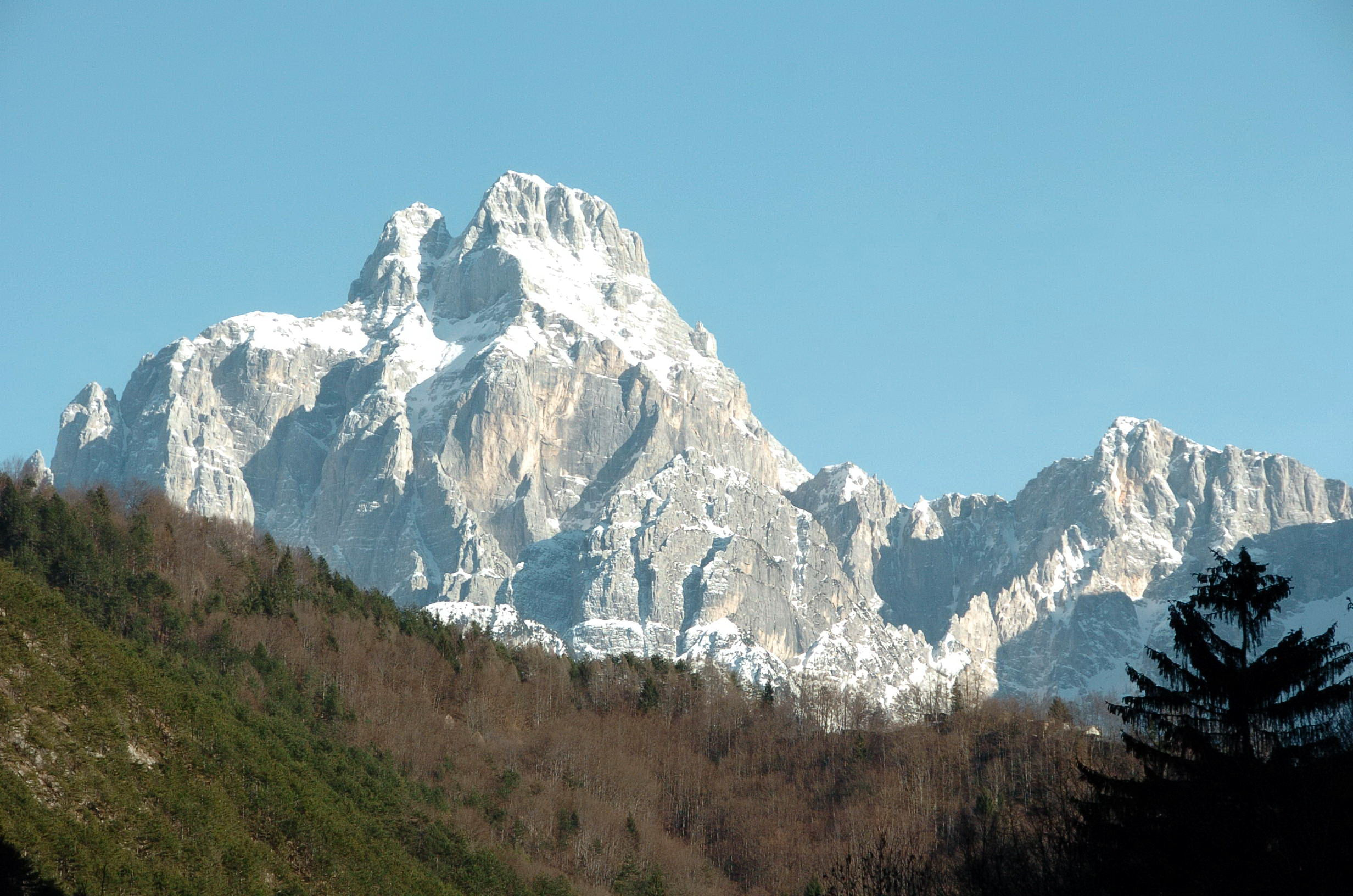
Jôf di Montasio

Secondo la Partizione delle Alpi, le Alpi Giulie vanno dalla Sella di Camporosso al Passo di Vrata, oltre il quale si estende il sistema montuoso dinarico.
Secondo la classificazione della SOIUSA, questo tratto alpino non costituisce una sezione autonoma, ma una sottosezione delle Alpi e Prealpi Giulie; secondo questa convenzione, inoltre, il limite orientale è la Sella di Godovici. Il tratto compreso tra la Sella di Godovici e il Passo di Vrata dunque, secondo la SOIUSA, non fa parte delle Alpi, ma appartiene al sistema montuoso dinarico. Questo settore alpino costituisce, assieme alle Alpi Liguri, il tratto meno elevato della catena.
La cima più elevata è il Monte Tricorno (2868 m) in Slovenia. Lungo le Alpi Giulie lo spartiacque non è nettamente definito: infatti ai massicci settentrionali del Tricorno e del Monte Nero (2245 m) succede a sud una serie di altopiani calcarei, il principale dei quali è il Carso. Data la composizione calcarea del terreno, le acque lo corrodono facilmente e pertanto scorrono per lo più in caverne e cunicoli sotterranei. In territorio italiano le cime più elevate sono il Montasio (2753 m), il Monte Canin (2587 m) ed il Mangart (2677 m).

### Prealpi Venete

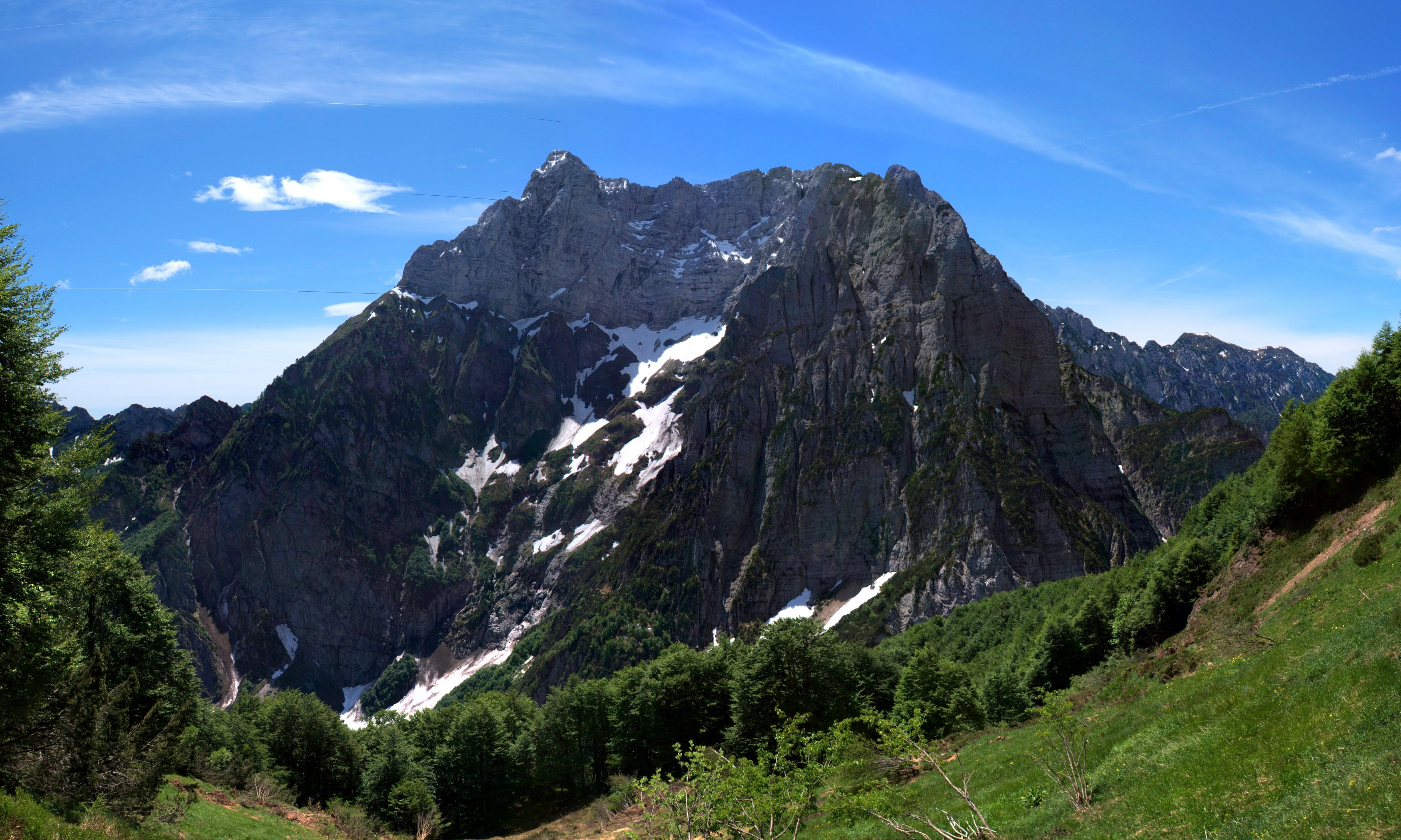
Col Nudo

Secondo la SOIUSA, le Prealpi Venete si estendono dal fiume Adige all'Altopiano del Cansiglio, fra le province di Verona, di Vicenza, Treviso e Belluno. Secondo la suddivisione didattica italiana, invece, il limite occidentale non è l'Adige, ma il Lago di Garda. La Partizione delle Alpi non usa questa denominazione, bensì quella di "Prealpi Trivenete", che però indica un territorio molto più ampio, comprendendovi all'interno anche le Prealpi Carniche e le Prealpi Giulie.
Delle Prealpi Venete fanno parte i gruppi: Cadria, Torta, Monte Bondone, Monte Baldo, Folgaria, Lavarone, Altopiano di Asiago, Piccole Dolomiti, Monte Pasubio, Monti Lessini, Monte Grappa, Col Nudo, Monte Cavallo e Col Visentin. La cima più alta è il Col Nudo (2471 m).

### Prealpi Carniche

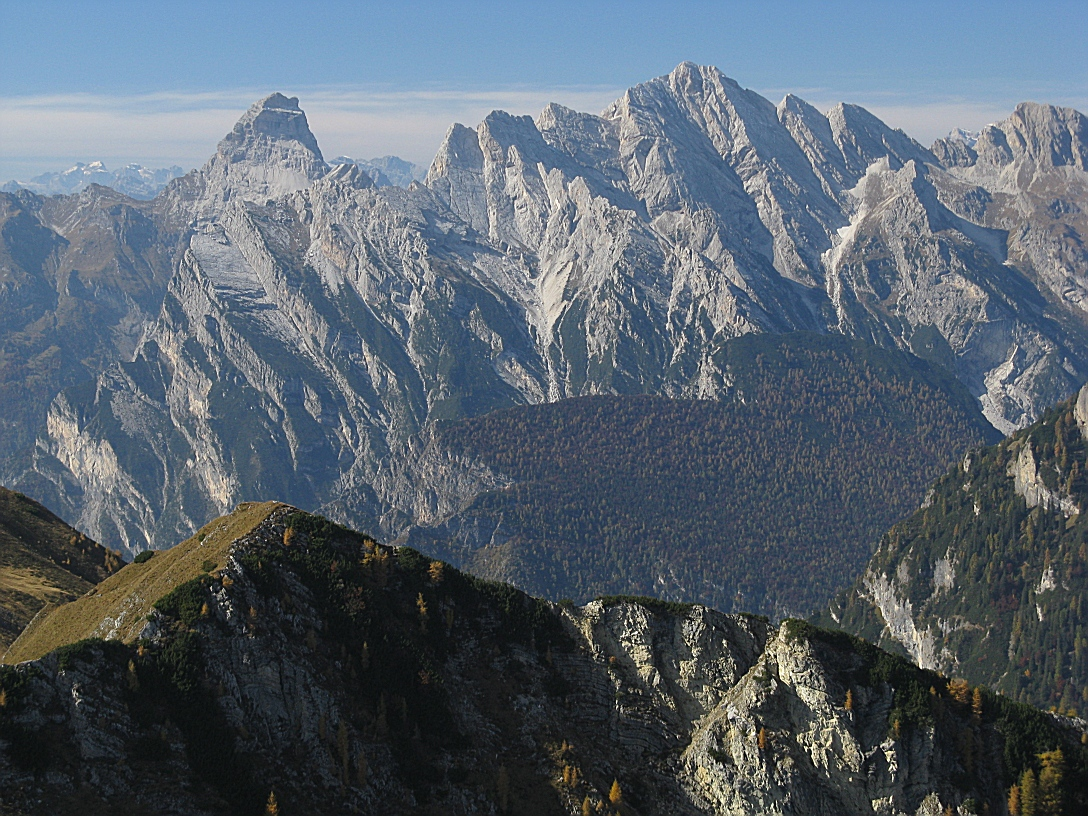
Cima dei Preti

Le Prealpi Carniche si estendono fra l'alta valle del Tagliamento a nord e ad est, la valle del Livenza a ovest e la pianura padano-veneta a sud.
Secondo la Partizione delle Alpi, le Prealpi Carniche sono un gruppo delle Prealpi Trivenete, mentre secondo la SOIUSA esse sono una sottosezione delle Alpi Carniche e della Gail. La Suddivisione didattica tradizionale, infine, considera le Prealpi Carniche una sezione a sé stante.
Fanno parte delle Prealpi Carniche i gruppi: Monte Cridola, Cima Monfalcon, Monte Duranno, Monte Pramaggiore e Monte Cornaget, appartenenti alle Dolomiti Friulane; Monte Valcalda e Monte Vegnaris. La cima più elevata delle Prealpi Carniche è la Cima dei Preti (2703 m), nelle Dolomiti Friulane. La Partizione delle Alpi le comprende nelle Prealpi Trivenete.

### Prealpi Giulie

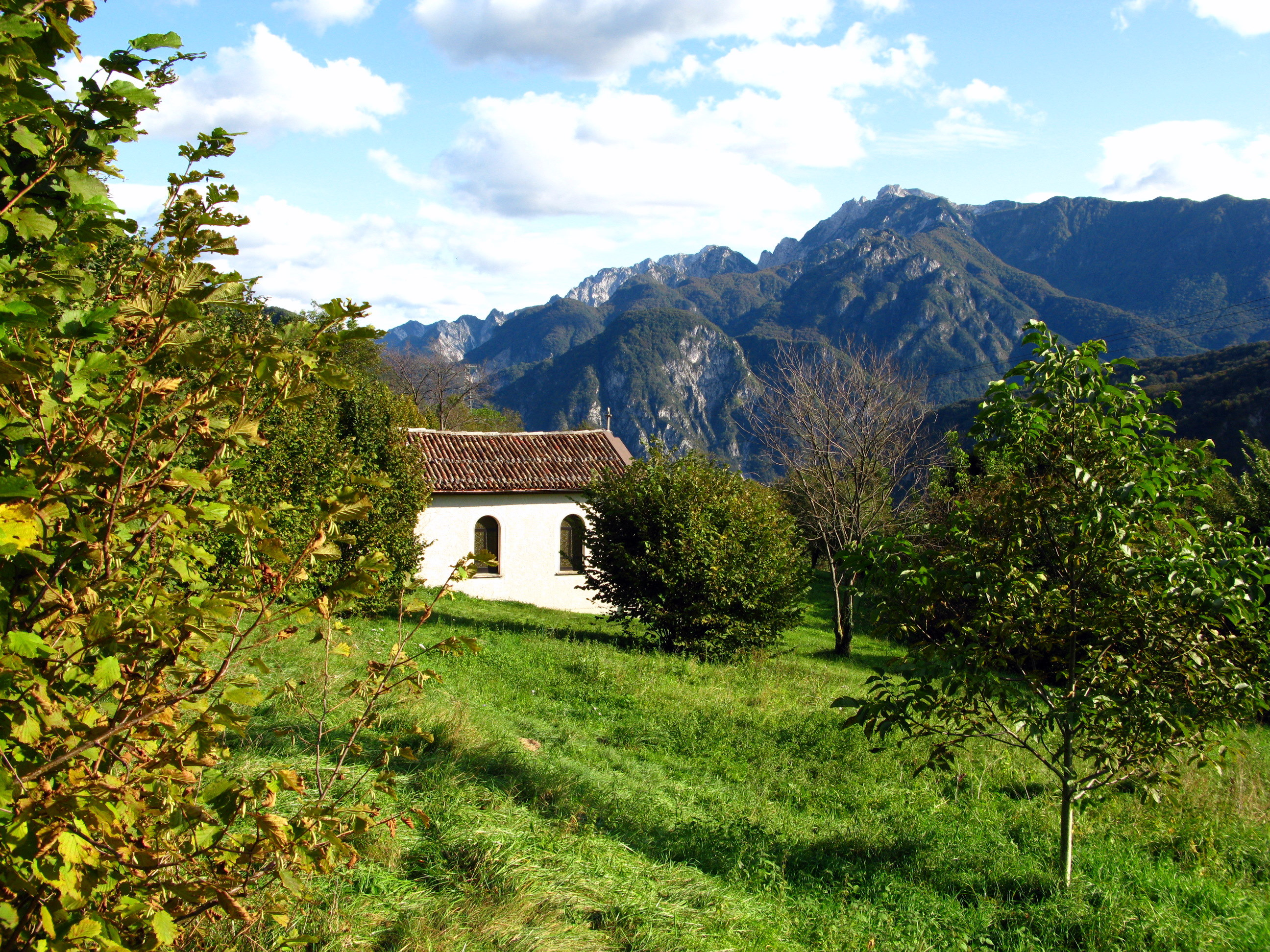
Monte Plauris

Le Prealpi Giulie sono costituite dall'insieme delle alture poste nell'estrema parte orientale del Friuli-Venezia Giulia che fanno da contorno alle Alpi Giulie e si estendono dal Tagliamento fino all'Isonzo, confinando in tal modo con il Carso goriziano. Il territorio che fa parte delle Prealpi Giulie è limitato a sud-ovest dalla pianura friuliana e a nord-est dalla valle di Resia e dalla sella del Monte Guarda.
Secondo la suddivisione didattica tradizionale, le Prealpi Giulie costituiscono una sezione autonoma. Secondo la SOIUSA esse sono una sottosezione delle Alpi e Prealpi Giulie; secondo infine la Partizione delle Alpi sono un gruppo delle Prealpi Trivenete. Le Prealpi Giulie possono essere suddivise nei gruppi: Monte Plauris, Monte Chiampon, Gran Monte, Monti Musi e Monte Matajur. La vetta più alta è il Monte Plauris (1958 m). La Partizione delle Alpi le comprende nelle Prealpi Trivenete.

## Galleria d'immagini

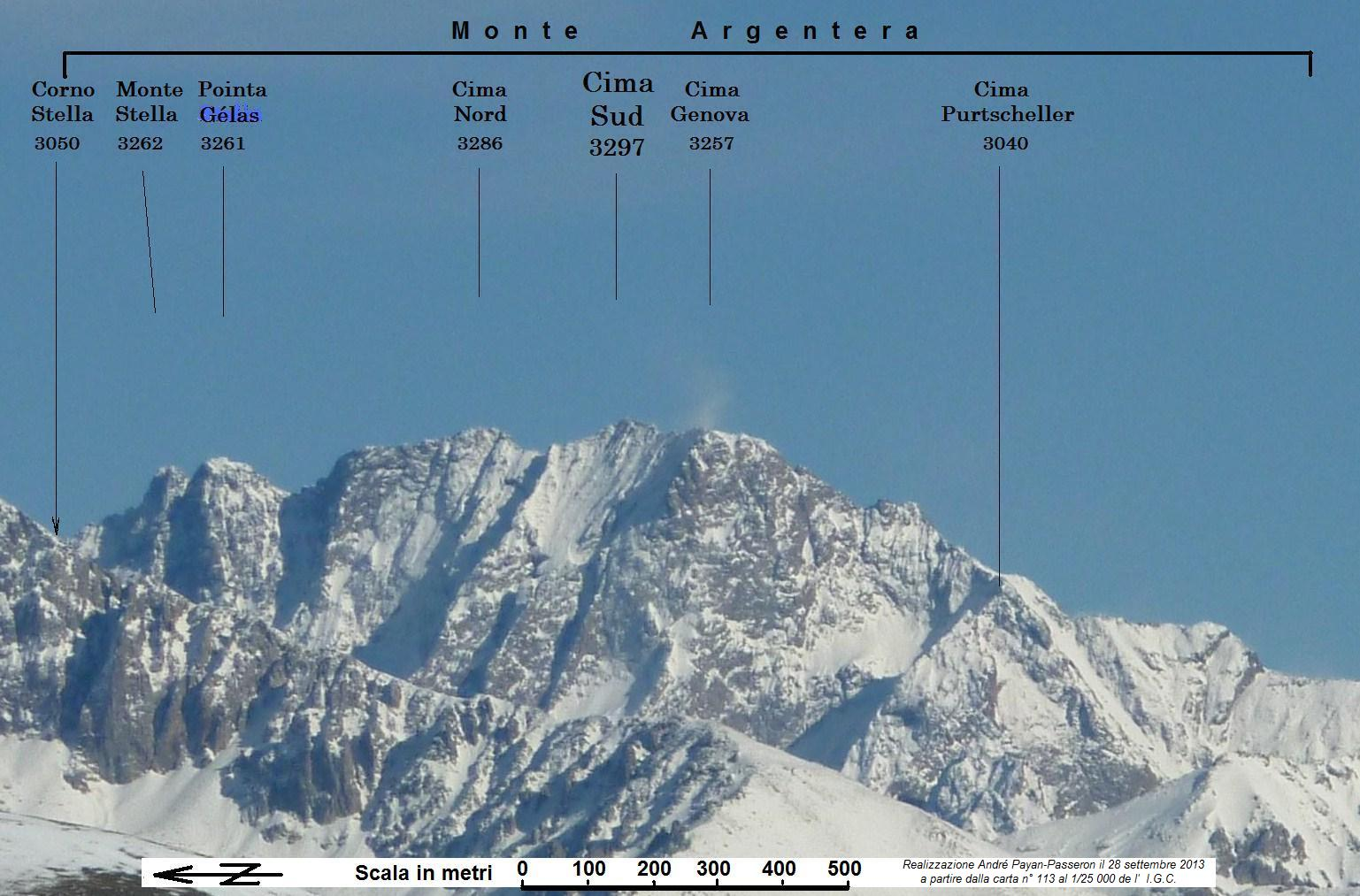
Monte Argentera
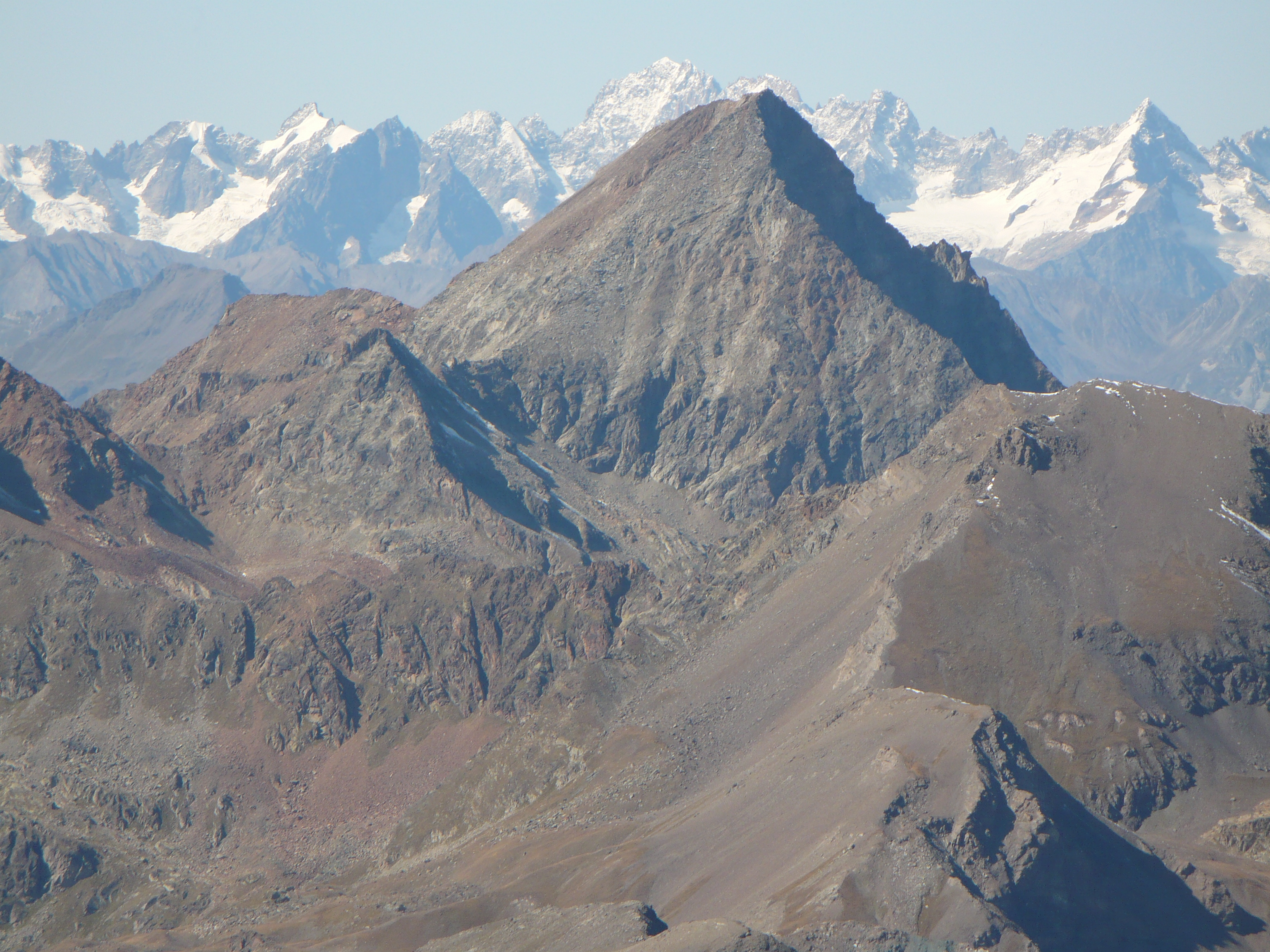
Monte Emilius
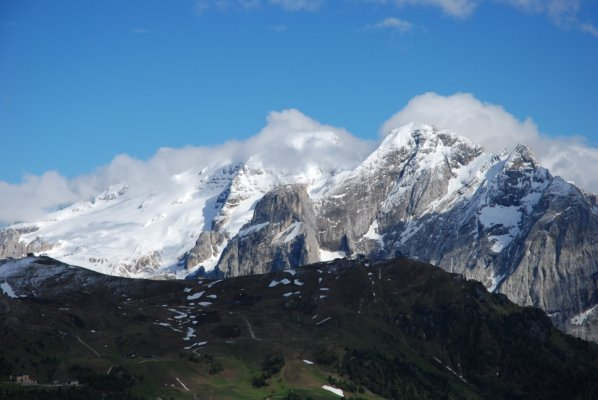
Marmolada
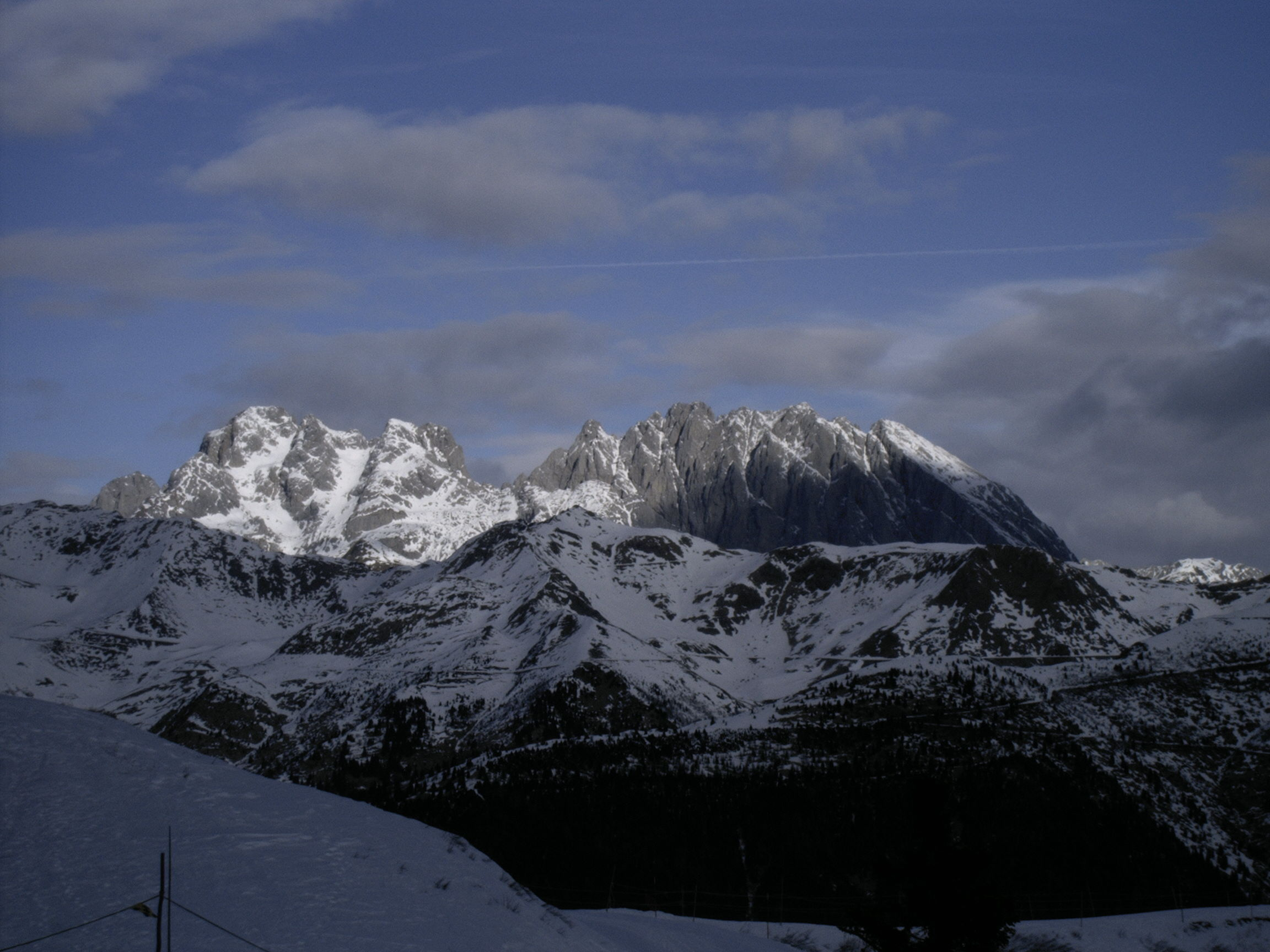
Monte Coglians
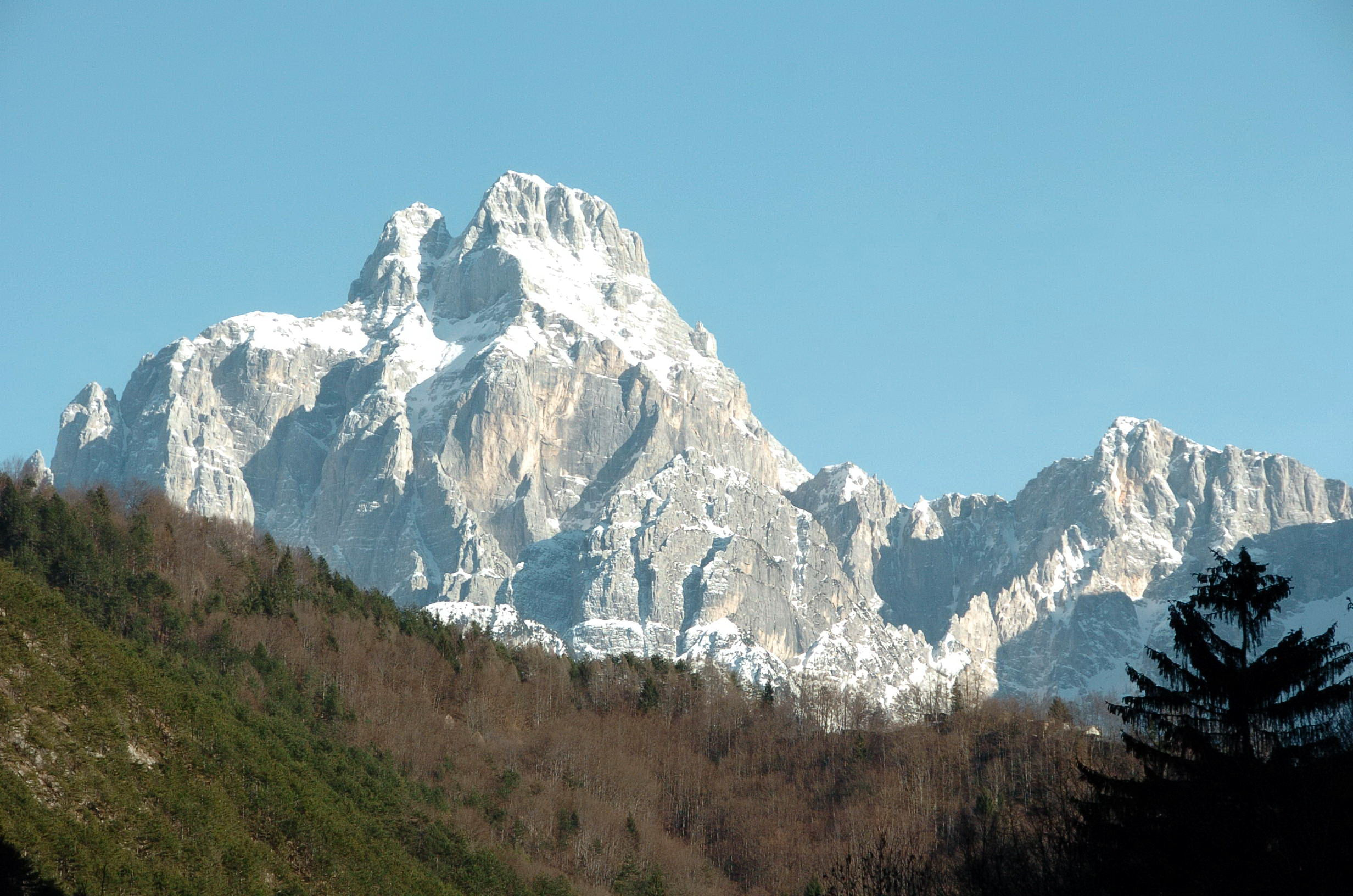
Jôf di Montasio